# 甲午战争
甲午戰爭是1894年7月至1895年4月間中国（清朝）與日本之間的爆发的大規模海陸聯合戰爭。由於1894年是甲午年，因此称为「甲午战争」。甲午戰爭由日本策動，以朝鮮東學黨起義為導火線，以豐島海戰為爆發標誌，之後清政府對日宣戰。此戰之陸戰主戰場位於朝鮮半島、遼東半島和胶东半島，海戰主戰場位於黃海。開戰前，中日雙方都進行了不同程度的西化。中国主要採購西洋戰艦和炮彈，當時西方也多看好中國；而日本則以速射炮為主，配置更為靈活。但最後中国战敗，两国簽訂《馬關條約》，中国割地賠款，放棄藩屬國，並開放經貿資源。
日本的大獲全勝，使其初步躋身世界列強行列，西方列強始以平等態度對待日本。從中國獲得的巨額戰爭賠款極大加速了日本的發展，並推動了其資本主義和軍國主義的壯大，日本繼續擴軍備戰，於十年後再次戰勝亞洲地區的另一強國——俄國，正式成為世界強權之一。而清朝的國際聲望則一落千丈，被徹底視為“東亞病夫”；台灣和澎湖列島被割讓給日本，琉球群島也不再被聲索；清朝的洋務運動及其影響下產生的北洋海軍宣告失敗，以李鴻章等人為首的洋務派失勢；國內民眾群情激憤，社會矛盾激化，激發了統治階層和知識分子的救國熱情，導致了後續维新变法运动的發生。清王朝的統治因戰爭失敗而受到強力衝擊，其衰亡過程加速，反清革命勢力開始行動，西方列強也紛紛在華劃分勢力範圍。與此同時，此戰對東亞外交格局產生深遠影響。朝鮮半島正式脫離中國的藩屬國地位，以中國為中心的册封体制解體，朝鮮國逐漸淪為日本的傀儡，直至被彻底吞併。滿洲（中國東北地區）成為日俄兩國勢力衝突的地區，中國在此的主權始遭到侵蝕。台灣也從此開始了與中國大陸在政治、文化等方面的異化與分離，其影響至今依然存在。

## 名稱
甲午战争有不同名字：
- 甲午战争爆發的年份是光緒二十年（1894年），干支紀年為甲午年，故大中華地區通稱中日甲午战争，又稱甲午中日战争、甲午战争。
- 西方通稱第一次中日战争（英語：First Sino-Japanese War），以與第二次世界大戰中國戰場的中國抗日戰爭（「第二次中日战争」）區別。
- 韓語谓之清日戰爭（韓語：청일 전쟁）。
- 日语谓之日清戰爭（日語：日清戦争）。

## 历史背景

### 日本的巨变、企图与备战
19世纪50年代，仍处于封建幕府统治下的日本遭受美国的叩关示威，被迫签订《神奈川条约》（1854年），开放国门，逐步进入全球贸易体系。外部的武力威胁动摇了幕府统治的根基，国内尊王攘夷势力崛起，并在一系列政治、军事斗争后推翻了幕府。1867年，明治天皇即位并掌控了实权。1868年，日本发动明治维新，实施一系列西化改革，涵盖经济、政治、军事、教育等领域。经过二十余年的发展，日本国力大增，军事实力迅速扩张。然而，作为岛国的日本资源有限，领土扩张成为其谋求大国地位的重要路径。地理上最接近日本的中国大陆、朝鲜半岛、琉球群岛、台湾、库页岛及俄国远东地区等随之进入日本的视线，“征韩论”等思潮逐渐开始发挥影响。
“征韩论”可追溯至日本古代关于神功皇后征讨朝鲜的传说，此后成为部分政治派别的主张。在江户时代，随着国学兴起，这一思想在水户学派及吉田松阴等尊王攘夷派学者中得到进一步发展。1868年，吉田松阴的弟子木户孝允向朝廷重臣岩仓具视建议推行征韩政策，但因戊辰战争爆发，该主张暂被搁置。明治维新后，日本废除武士阶级，引发部分旧武士的不满，其中一部分人希望通过对朝鲜的军事行动来转移国内矛盾。1873年，以西乡隆盛为首的保守派主张派遣使节赴朝鲜，借机挑起冲突，但遭到大久保利通等改革派的反对。岩仓使节团归国后，认为日本尚未具备对外扩张的实力，于是发动政变，驱逐政府中的征韩派，继续推动国内改革。此后，日本内部发生多次武士叛乱，其中1874年的“佐贺之乱”正是因征韩政策受挫而爆发。同年，日本开始对外行动，借“牡丹社事件”为由出兵台湾，最终在《北京专条》中承认台湾归属清朝，并获得赔偿。1875年，日本制造“云扬号事件”，以武力胁迫朝鲜签订《江华岛条约》，获得在朝鲜的通商特权，同时迫使朝鲜承认其“自主独立”地位，为进一步渗透朝鲜创造条件。这一条约不仅削弱了清朝在朝鲜的影响力，也使日本在朝鲜问题上开始与清朝展开正面竞争。1877年，西乡隆盛因征韩未果，发动“西南战争”，但最终兵败自尽。1878年，大久保利通遇刺，标志着明治政府内部激进改革派势力受挫。然而，“征韩论”的影响并未消失，板垣退助、后藤象二郎等原征韩派人士开始推动自由民权运动，日本政坛对朝鲜及中国的态度自此日趋强硬。
1885年，日本政府制定十年扩军计划，加快对朝鲜的渗透，同时积极备战。1886年，清朝北洋水师舰队到日本长崎军港保养，期间因士兵与日本警察发生冲突，引发“长崎事件”，激起日本国内反华情绪。此事件促使日本加速海军建设，特别是针对北洋水师旗舰“定远”、“镇远”级铁甲舰，其雇佣法国海军工程师设计新型战舰。1887年，日本参谋本部制定《征讨清国策》，提出在五年内完成军事准备，并详细规划对华战争目标，包括攻占北京、长江流域、辽东半岛、山东半岛、舟山群岛及台湾，并将中国分裂成若干附属于日本的分裂政权。1890年，日本发生经济危机，国内矛盾加剧，统治阶层急于通过对外战争转移注意力。同年4月，日本皇族有栖川宫威仁亲王在军事考察报告中指出，日本海军在舰艇数量上远不及清朝，因此应优先发展海军。明治天皇认可这一观点，决定加速海军扩建，以期在未来战争中确立海上优势。同年，日本首相山县有朋在国会施政演说中首次正式提出“利益线”概念，主张朝鲜、中国东北及台湾对日本安全至关重要，必须加强对这些地区的控制。他强调，为维护国家独立，日本必须确保“利益线”安全，并宣称保卫该区域是“国家自卫之道”。
1892年，日本提前完成十年扩军计划，形成一支以清朝为假想敌的现代化军队。此时，日本陆军常备兵力增至63,000人，预备役兵力达23万人；海军舰艇总排水量达72,000吨，包括战舰31艘、鱼雷艇24艘。日本在军事演习中模拟对朝鲜和清朝的作战，同时派遣间谍潜入清朝与朝鲜，搜集军事情报、绘制海陆地图。至此，日本的东亚扩张政策和军事准备已基本成型，为发动甲午战争奠定了坚实基础。

### 朝鲜局势
1863年底，朝鲜国王哲宗去世，神贞王后立宗室成员兴宣君李昰应之子李命福为王，即李熙（高宗）。由于高宗尚年幼，生父李昰应被尊为“兴宣大院君”，实际掌握朝政。大院君在执政期间奉行闭关政策，并大力打击天主教势力，引发了一系列政治和外交危机。1873年，高宗成年，王妃闵氏（后来的明成皇后）势力上升，促使大院君下台，闵氏一族掌握朝政。闵妃主张对外开放，但立场与日本存在对立，倾向于依赖清朝支持。
1875年，日本军舰“云扬号”在朝鲜江华岛沿海以测量海域为名停泊，并以补充淡水为由，未经朝鲜政府许可试图登陆。江华岛炮台守军将其视为入侵，遂开炮攻击。日舰猛烈还击，炮轰江华岛炮台，攻陷永宗城，并大肆杀戮朝鲜守军，掠夺军械而去。这一事件被称为“江华岛事件”，被认为是朝鲜的“黑船事件”。1876年2月，日本以武力胁迫朝鲜在江华岛签订不平等的《江华岛条约》。条约规定朝鲜承认其为“自主独立国家”，并开放釜山、元山、仁川为通商口岸，同时允许日本船只测量朝鲜海岸。这一条约标志着日本开始动摇朝鲜传统的“事大外交”体系，企图使其摆脱清朝的影响，逐步将朝鲜纳入日本势力范围。条约签订后，朝鲜国内形成了两大政治派别：保守派（以兴宣大院君及部分儒生为代表）主张维持以清朝为宗主国的“事大交小”传统外交政策，抵制与日本及西方国家交往；维新派（后来的开化党）则主张改革，摆脱清朝的宗主权，与欧美国家结交，以推动朝鲜的近代化。然而，尽管《江华岛条约》声称朝鲜为“独立自主国家”，但清朝仍然在朝鲜政府内部保持影响力，控制着保守派官员和贵族阶层，试图维持其藩属体系。
1882年，朝鲜国内新旧党争加剧。以闵氏一族为首的统治集团继续推行亲清政策，而兴宣大院君势力则受到排挤。为扭转局势，大院君煽动“壬午兵变”，指使士兵袭击日本使馆，焚毁馆舍，并杀害日本中尉堀本礼造。事件发生后，日本立即出兵朝鲜，清朝也派遣吴长庆、袁世凯等率军进入汉城镇压叛乱。事后清军逮捕兴宣大院君，并将其押往中国保定囚禁，直到1885年才将其释放回国。“壬午兵变”后，清朝在朝鲜的影响力进一步加强，不仅控制了朝鲜政府，还派驻袁世凯长期驻汉城（今首尔）以维持清朝的实际控制。然而，日本不甘失去影响力，积极扶植维新派势力，为日后进一步干涉朝鲜事务埋下伏笔。此后，1884年爆发“甲申政变”，日本支持的开化党企图推翻清朝控制的朝鲜政府，但政变失败，清军再次干涉。1885年，中日签订《天津会议专条》，双方同意同时撤军，但如果双方接下来再要派兵入朝则必须互相知会，这一协议未能解决朝鲜问题，反而使成为未来中日战争的导火索之一。至此，朝鲜的主权逐渐被各国觊觎，成为清朝、日本、俄国等列强竞逐的焦点。

### 中国的因应
面对日本国力的迅速增长与军事实力的膨胀，清朝政府的反应消极且无力。此时，清朝的统治者是光绪皇帝，但由于其尚未成年，国家实际由慈禧太后垂帘听政，掌控朝政大权。1889年，光绪皇帝正式亲政，标志着慈禧太后表面上退出政坛。然而，慈禧并未真正放弃权力，而是通过亲信和利益集团继续在暗中影响国家决策，朝廷内部权力斗争依然激烈。清朝朝廷虽察觉到日本的扩张趋势，但长期低估其侵略意图。北洋海军自1888年成军以来，一度成为东亚最强的海军力量，使得清政府产生了“以海制日”的错觉。然而，随着日本持续扩军并积极引进西方最新军事技术，双方军力差距迅速拉大。
北洋海军的建立者李鸿章虽意识到日本的威胁，希望增购新式战舰，但受到朝廷政治斗争的掣肘，难以推行有效的军备扩充。尤其是在1890年代初，负责海军事务的醇亲王奕𫍽（光绪皇帝的生父）为了迎合慈禧太后，挪用本应用于海军扩建的巨额军费，用于修建颐和园，以供慈禧“归政后休憩”。此举直接削弱了北洋海军的发展，使其在装备更新方面停滞不前。李鸿章作为直隶总督兼北洋大臣，掌管北洋海军，但因害怕战争爆发导致自己赖以立足的北洋军队受损，同时也担心激怒慈禧太后，因而未能积极争取军费拨款。他对经费挪用问题采取默认态度，最终导致北洋海军自1888年后再未添置新舰和武器弹药，训练和维护资金也被削减。同时，1894年是慈禧太后的七十寿辰，慈禧对此重视有加，朝廷也为此细致筹划，耗费巨资，也使得政府多数财力无法有效投入海军建设。
尽管光绪皇帝亲政后希望有所作为，但由于手中权力有限，难以推行改革。其身边的“帝党”势力（如翁同龢等）虽支持加强国防，但因受到慈禧太后及其支持者的掣肘，无法推动实质性变革。清朝内部派系斗争激烈，军机大臣、总理衙门、北洋势力等各方利益交错，使国家战略无法形成统一共识。相比之下，日本在明治政府的领导下，上下一心，围绕“利益线”战略积极扩军备战，并有计划地准备对华战争。清政府内部的权力斗争与腐败问题，使国家在面对外部威胁时缺乏有效应对措施。至甲午战争爆发前，中日两国的军力和国力差距已十分悬殊，清朝因内部矛盾重重、军事改革停滞，最终陷入极为被动的局面。

### 国际列强的企图与争斗
此时的世界正处于帝国主义扩张的高峰期，列强纷纷越洋争夺殖民地，划定势力范围，相互之间的竞争与冲突日益加剧。同样位于东北亚的俄国对朝鲜半岛和中国东北地区觊觎已久，与日本的利益发生直接冲突。然而，俄国此时正与英国围绕中亚（大博弈）和远东的势力扩张长期对峙。为了避免激怒英国并促成日英联合抗俄，俄国在过去二十余年间对日本在朝鲜半岛的扩张和干涉采取了放任态度，以示拉拢。视俄国为劲敌的英国对其在亚洲的扩张心存戒备，遂将日本视为制衡俄国的潜在盟友，默许甚至暗中支持其在朝鲜半岛的行动，以牵制俄国势力的发展。由此，日本在英俄两强的对立中找到了战略平衡点，既充当列强角力的棋子，也为自身的侵朝、侵华企图扫除了巨大障碍。1894年7月，日本更与英国签订《日英通商航海条约》，取消了英国在日本的租界和领事裁判权，并提高英国商品进口日本的关税税率，使日本得以摆脱旧有的不平等条约束缚，同时换取了英国更大程度上的外交支持。这一举措不仅显示出日本在外交上的成熟运作，也进一步巩固了其在国际体系中的地位，为即将到来的战争提供了外部保障。
与此同时，其他列强亦在东亚局势中各怀算计。德国虽在1890年代尚未正式确立其远东政策，但已对在亚洲获得殖民利益有所企图，因此鼓励日本积极备战，期望在中日冲突中渔利；法国此时在中国西南地区扩展势力，尤其是在越南殖民地的基础上加强对云南的渗透，为避免东北亚的战火影响自身利益，亦有意促使日本与清朝开战，将国际注意力引向东北亚；美国则正在扩张其在美洲及太平洋的影响力，虽在1890年代尚未全面介入远东事务，但其对东亚市场及太平洋航道已存野心，因此对日本的崛起采取扶植态度，希望其成为未来进入东亚市场的桥头堡。至此，国际主要列强几乎都倾向于日本，使其在甲午战争前免除了主要外部威胁，而清朝政府却陷入空前的外交孤立之中。在战争爆发前，李鸿章曾紧急奔走于俄、英等国，希望通过外交手段促使列强介入调停，以遏制战争的爆发或缩小冲突规模。然而，由于列强各有算计，对清政府的支持态度暧昧，李鸿章的努力最终收效甚微，清朝只能单独面对日本的全面进攻。

## 战争过程

### 前奏与爆发

#### 东学党起义
东学党（又称“东学道”）是19世纪中期朝鲜社会在面对西方宗教传播及国内社会矛盾加剧的背景下形成的本土思想运动。其教义融合儒、佛、道三家思想，并带有浓厚的民族主义色彩，主张忠君护国，因而迅速吸引大量信徒，尤其在庆尚道、全罗道一带影响尤深。至19世纪80年代，东学党不仅形成了一定的社会基础，还建立了相对完善的组织体系，并与朝鲜政府在地方势力范围上发生冲突，遂被朝廷视为逆党，屡遭镇压。自1892年底，东学党因不满朝鲜政府优待天主教却禁止本土的东学党活动之举纷纷集会陈情，要求解除党禁。然而，朝鲜当局始终未予理睬，反而加强对东学党的打压，甚至采用诱捕手段，大量逮捕教徒，使双方矛盾日趋激化。
1894年初，全罗道古阜爆发一起涉及水利工程和粮食的官员贪腐事件，引发民怨沸腾。东学党首领全琫准遂借机号召信徒起义，史称“东学党起义”。起义军以“征讨日寇、肃清贪官”为口号，迅速在全罗道及周边地区扩展势力。由于纪律严明、秋毫无犯，起义军获得广大民众的支持，战斗力大增。至当年5月底，全罗道府全州陷落，朝鲜政府大为震惊，遂通过清朝驻朝公使袁世凯请求宗主国清朝派兵援助镇压。然而，朝鲜政府在求援时存在顾虑。根据《中日天津会议专条》，中日双方约定如果朝鲜发生内乱，任何一方出兵必须提前通知对方。朝鲜担忧一旦清军入朝，日本势必以相同理由派兵进入，届时局势将变得复杂且难以控制。同样，清政府也意识到日本国力经过明治维新后已今非昔比，军事实力大幅增长，而自身长期未曾进行有效军备升级，如若因朝鲜问题与日本直接开战，胜算并不乐观。
不出中朝所料，日本一直密切关注朝鲜局势，寻找着与中国开战的契机。在清军尚未登陆朝鲜之际，日本便派出外交官试探袁世凯，并释放虚假信息，声称“政府无他意”，若出兵仅为保护使馆，并保证兵力不会超过百人，且仅为维护在朝商务利益。由于袁世凯与日本外交官关系较好，他未对这一信息加以怀疑，完全相信日方的说法。同时，清朝总理衙门在北京与日本临时公使会谈，日方答复亦与袁世凯所获情报一致，进一步降低了清政府的警惕性。最终，清政府在未充分评估日本战略意图的情况下批准出兵，派遣叶志超、聂士成等率领2400余人赴朝鲜镇压东学党起义，北洋水师亦派遣军舰护航，并停泊于仁川沿岸。清军在牙山登陆后，起义军见势不敌，遂与朝鲜政府和谈并撤出全州，起义基本平定。然而，清军的到来正中日本下怀。早在6月5日，日本政府便成立战时大本营，明治天皇下令动员驻广岛的第五师团开赴朝鲜。6月9日起，日军舰船陆续抵达丰岛及仁川外海，至6月中旬，日军已在朝鲜部署4000名陆军，并集结8艘军舰，兵力超过清军。
朝鲜政府察觉日本的异常举动，于6月13日致信袁世凯，要求清军撤离以避免进一步的军事冲突。清政府旋即同意，并建议中日双方同时撤兵，以恢复朝鲜局势稳定。然而，日本政府拒绝这一提议，且提出中日共同“改革朝鲜内政”的无理请求，遭到清朝断然拒绝。7月20日，日本向朝鲜政府发出最后通牒，要求3日内与清朝断绝一切关系。3日后，即7月23日凌晨，日军突然进攻朝鲜王宫，推翻王妃闵妃集团，强迫国王高宗将国家政权交给其父兴宣大院君，并组建由金弘集领导的亲日内阁。新政府随即宣布废除朝鲜与清朝的一切条约，并正式请求日本军队驱逐清军。至此，日本的战略企图彻底暴露，清政府意识到事态严重，但已陷入极为被动的局势，被迫匆忙应对。北洋大臣李鸿章迅速调派总兵卫汝贵、提督马玉崑率军自鸭绿江入海口旁的大东沟登陆，进驻平壤；同时派遣北洋陆军十余营分批渡海增援朝鲜。

#### 丰岛海战与高升号事件
1894年7月25日拂晓，清军北洋水师的济远号、广乙号两舰自牙山返航，途经朝鲜丰岛海域时，于上午7时20分遭遇日本联合舰队第一游击队的吉野号、浪速号及秋津洲号三舰。此时，清日两国虽已因朝鲜问题关系紧张，但尚未正式宣战。日方称济远号先开火，而清方则指责日舰率先发动攻击，双方对战斗起因各执一词。不论如何，随着日舰向济远号、广乙号猛烈开炮，面对日本联合舰队的优势火力，广乙号尝试逼近日舰发射鱼雷，但未能成功，在秋津洲号和浪速号的炮击下严重受创，船身倾斜，人员伤亡惨重，不得不退出战斗，最终在朝鲜十八岛附近搁浅，船员放火自沉以免被日军俘获。济远号则在激战中一度悬挂白旗，但随即继续向日舰开火，并利用高速撤退，成功脱离战斗。
就在丰岛海战进行之际，一艘英国商船“高升号”（SS Kowshing）驶入战区。高升号由英籍船长指挥，悬挂英国国旗，实际上则由清政府租用，正搭载约1200名清军增援朝鲜。与此同时，一艘满载军械的清军兵船操江号也正航行在该海域。日舰浪速号及秋津洲号发现高升号后，立即改变攻击目标，向其靠近。上午9时15分，日舰浪速号向高升号发出信号，命令其停船。英籍船长被迫停驶后，日军代表乘小艇登船检查，并询问船长是否愿意随浪速号行动。英国船长表态称：“如果您如此命令，我没有别的办法，只有在抗议下服从。”然而，船上的清军拒绝投降，夺取了船只控制权，并阻止英籍船员离船。英国船长请求日方派代表登船进一步协商，但未获日方积极回应。
随着僵持局势的持续，日军最终决定采取更激进的行动。下午1时，日舰浪速号突然向高升号发射鱼雷，但未能命中，随后又用舰炮猛烈轰击，导致高升号逐渐下沉。船上的清军尽数落水，但仍在水中以步枪向日舰还击。尽管周边海域有多艘外国军舰和商船，但日军未对清军提供任何救援。随后，法舰狮子号（Le Lion）救起43人，德舰鼬号（Iltis）救起150人，英舰鼠海豚号（Porpoise）救起87人，而北洋水师的德国籍教习汉纳根则游回岸上。其余800余名清军及部分船员全部葬身大海。与此同时，清军操江号被日舰秋津洲号追上并俘虏，进一步削弱了清军在朝鲜的增援能力。
高升号事件在国际上引发了广泛关注，特别是在英国引起了强烈反响。由于高升号悬挂英国国旗，英日之间是否因此产生外交纠纷成为国际舆论的焦点。然而，英国政府最终未对日本采取任何实质性措施，反而以“高升号搭载清军，并在战区活动”为由，认定日本的行为符合国际法，并未对其进行谴责。英国的这一态度，显示了前述其在远东事务中对日本的默许立场，也体现了当时列强在外交政策上的现实主义倾向。

#### 成欢之战
7月28日夜，日本陸軍進攻牙山清軍，發生激戰，清軍不支，退向平壤。

#### 双方宣战
1894年8月1日（农历七月初一），清朝光緒皇帝对日本正式下宣戰之詔。由於日軍割斷漢城至平壤的電線，光緒帝在宣戰時尚未知嘵成歡戰事的正式消息，詔文特別強調日本不守國際法擊沉高陞號，盼能引起各國的共鳴。此时相当多的西方人没有认识到中日两国的实际差距，认为看起来较日本强大的清朝将会获胜，有西方评论一度认为：战争的结束将是中国在世界各地的崛起，同时中国将永远向西方文明和贸易开放。中国将通过这场战争认识到它伟大而尚未开发的力量。

上諭

（光緒二十年七月初一日）

光緒二十年七月初一日內閣奉上諭。朝鮮為我大清藩屬，二百餘年，歲修職貢，為中外所共知。近十數年，該國時多內亂，朝廷字小為懷，疊次派兵前往戡定，並派員駐紮該國都城，隨時保護。本年四月間，朝鮮又有土匪變亂，該國王請兵援勦，情詞迫切，當即諭令李鴻章撥兵赴援，甫抵牙山，匪徒星散。乃倭人無故派兵，突入漢城，嗣又增兵萬餘，迫令朝鮮更改國政，種種要挾，難以理喻。我朝撫綏藩服，其國內政事向令自理，日本與朝鮮立約，係屬與國，更無以重兵欺壓強令革政之理。各國公論，皆以日本師出無名，不合情理，勸令撤兵，和平商辦。乃竟悍然不顧，迄無成說，反更陸續添兵，朝鮮百姓及中國商民，日加驚擾，是以添兵前往保護。詎行至中途，突有倭船多隻，乘我不備，在牙山口外海面，開砲轟擊，傷我運船。變詐情形，殊非意料所及。該國不遵條約，不守公法，任意鴟張，專行詭計，釁開自彼，公論昭然。用特布告天下，俾曉然於朝廷辦理此事，實已仁至義盡，而倭人渝盟肇釁，無理已極，勢難再予姑容。著李鴻章嚴飭派出各軍，迅速進勦，厚集雄師，陸續進發，以拯韓民於塗炭。並著沿江沿海各將軍督撫及統兵大臣，整飭戎行，遇有倭人輪船駛入各口，即行迎頭痛擊，悉數殲除，毋得稍有退縮，致干罪戾。將此通諭知之，欽此。

同日，日本明治天皇下诏正式向清朝宣战。至此，中日战争正式爆发。
保全天佑践万世一系之帝祚大日本帝国皇帝示汝忠实勇武之有众：朕兹对清国宣战，百僚有司，宜体朕意，海陆对清交战，努力以达国家之目的。苟不违反国际公法，即宜各本权能，尽一切之手段，必期万无遗漏。惟朕即位以来，于兹二十有余年，求文明之化于平和之治。知交邻失和之不可，努力使各有司常笃友邦之谊。幸列国之交际，逐年益加亲善。讵料清国之于朝鲜事件，对我出于殊违邻交有失信义之举。朝鲜乃帝国首先启发使就与列国为伍之独立国，而清国每称朝鲜为属邦，干涉其内政。于其内乱，借口于拯救属邦，而出兵于朝鲜。朕依明治十五年条约，出兵备变，更使朝鲜永免祸乱，得保将来治安，欲以维持东洋全局之平和，先告清国，以协同从事，清国反设辞拒绝。帝国于是劝朝鲜以厘革其秕政，内坚治安之基，外全独立国之权义。朝鲜虽已允诺，清国始终暗中百计妨碍，种种托辞，缓其时机，以整饬其水陆之后备，一旦告成，即欲以武力达其欲望。更派大兵于韩土，要击我舰于韩海，狂妄已极。清国之计，惟在使朝鲜治安之基无所归。查朝鲜因帝国率先使之与诸独立国为伍而获得之地位，与为此表示之条约，均置诸不顾，以损害帝国之权利利益，使东洋平和永无保障。就其所为而熟揣之，其计谋所在，实可谓自始即牺牲平和以遂其非望。事既至此，朕虽始终与平和相始终，以宣扬帝国之光荣于中外，亦不得不公然宣战，赖汝有众之忠实勇武，而期速克平和于永远，以全帝国之光荣。

御 名 御 璽

明治二十七年八月一日

内閣総理大臣 伯爵 伊藤博文

逓信大臣 伯爵 黒田清隆

海軍大臣 伯爵 西郷従道

内務大臣 伯爵 井上馨

陸軍大臣 伯爵 大山巌

農商務大臣 子爵 榎本武揚

外務大臣 陸奥宗光

大蔵大臣 渡辺国武

文部大臣 井上毅

司法大臣 芳川顕正

甲午戰爭始於1894年7月25日的豐島海戰，7月29日成歡之戰，至8月1日清朝對日本宣戰和日本明治天皇發布宣戰詔書，至1895年4月17日以簽署《馬關條約》而告结束，持續近9個月，依據戰場轉換及雙方作戰態勢變化，大致分為三个階段。

### 第一階段（1894.7-1894.9）

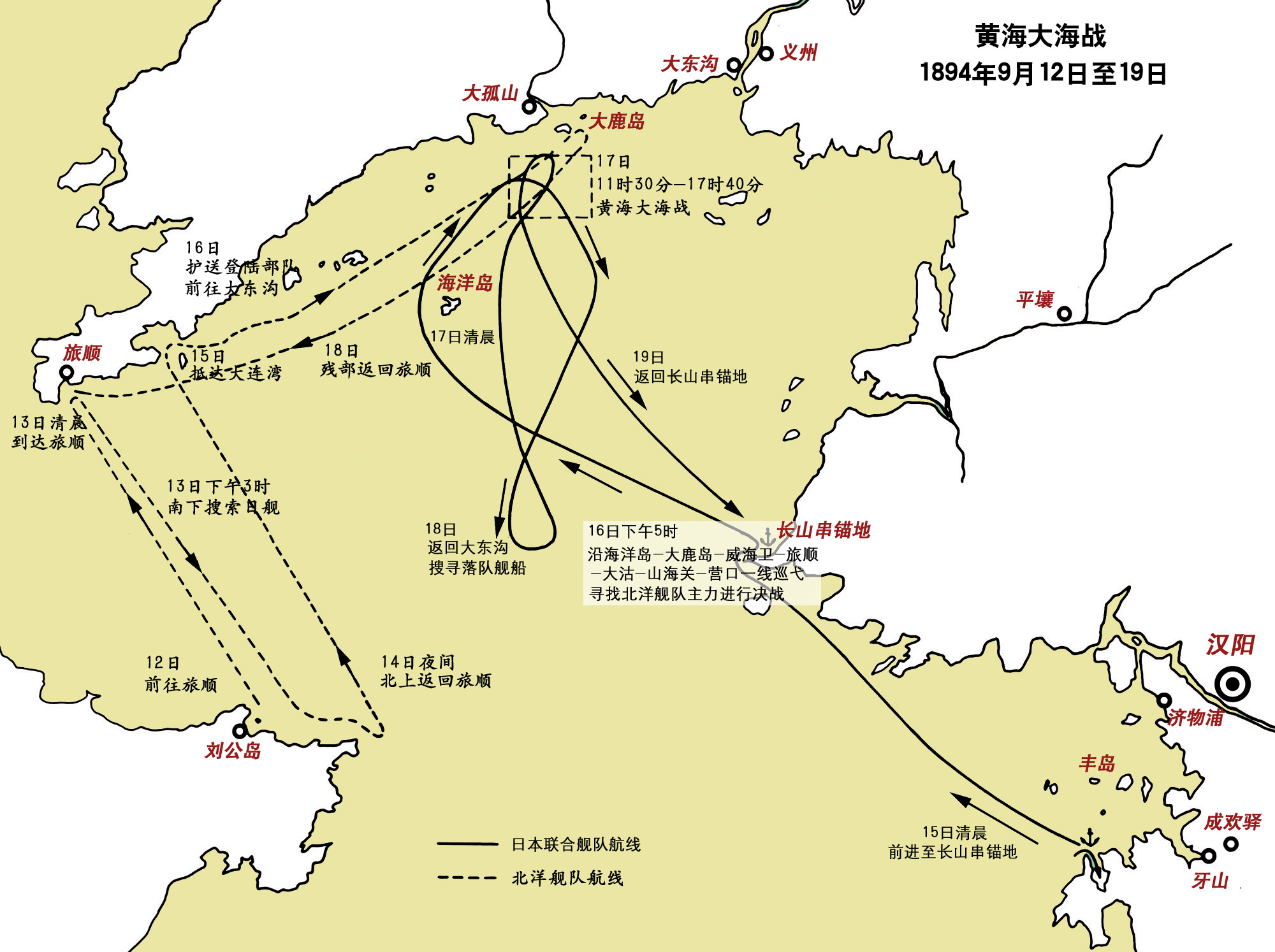
1894年黃海海戰圖

第一階段，從1894年7月25日到9月17日。戰爭分陸戰與海戰雙向進行，陸戰主要是在朝鮮半島上的平壤之戰，海戰主要是黃海海戰。黃海海戰是雙方海軍主力在黃海北部海域進行的戰役規模的海戰。亦稱甲午海戰、大東溝海戰。此役北洋水師失利，自此退入威海衛，又执行李鸿章避战保船的命令，使黃海制海權落入日本聯合艦隊之手，對甲午戰爭的後期戰局具有決定性影響。
陸面戰鬥在三個戰場同時展開：大同江南岸戰場、玄武門外戰場、城西南戰場。當時駐守平壤的清軍9,500餘人，日軍有16,000多人，雙方戰力相差甚遠。日軍第九混成旅團首先向大同江南岸清軍發起進攻，太原鎮總兵馬玉崑奮勇抗擊，日軍無功而返。

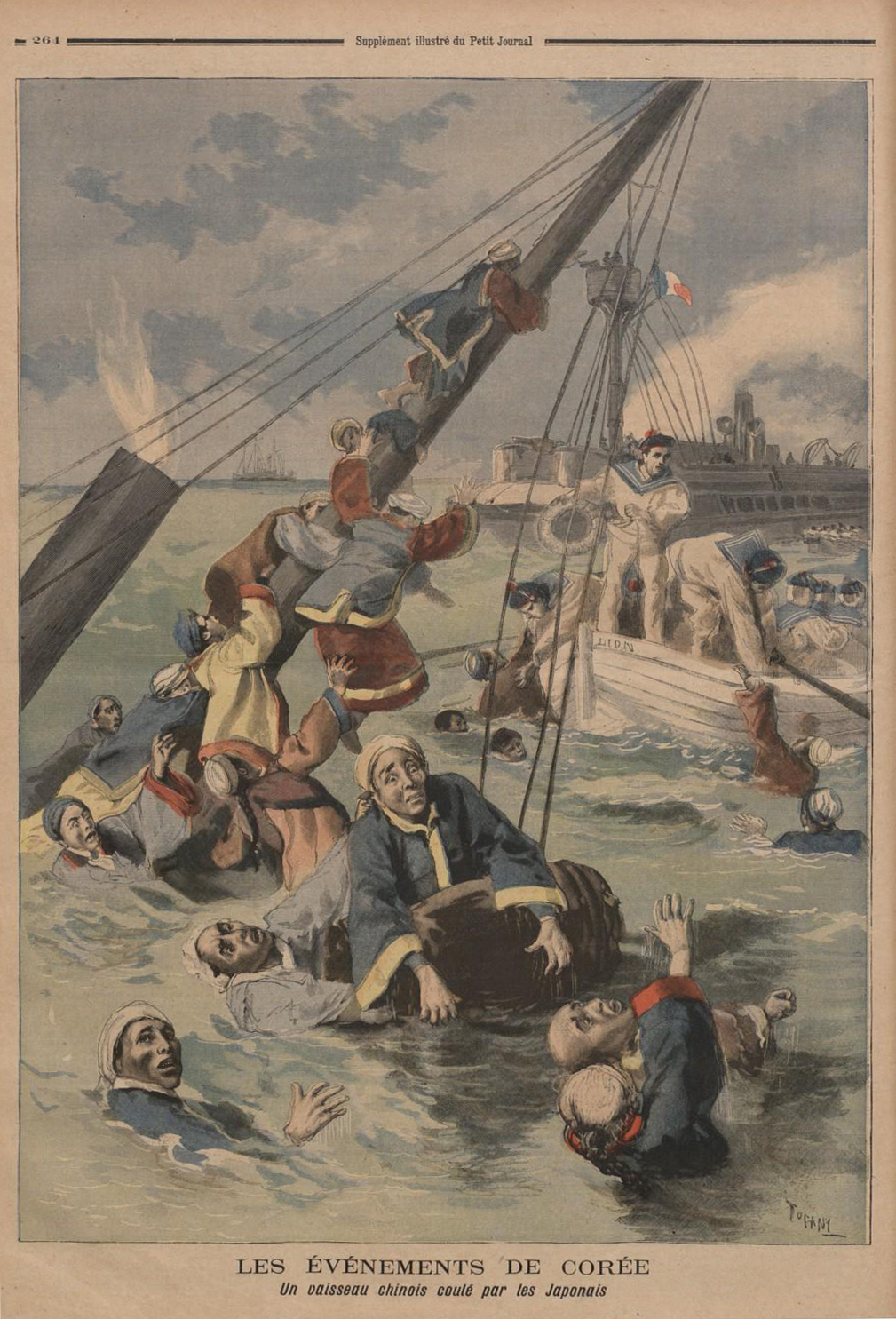
法國Le Petit雜誌：法國砲艦Le Lion号救援沉沒的高升号清軍人員（1894年7月25日）

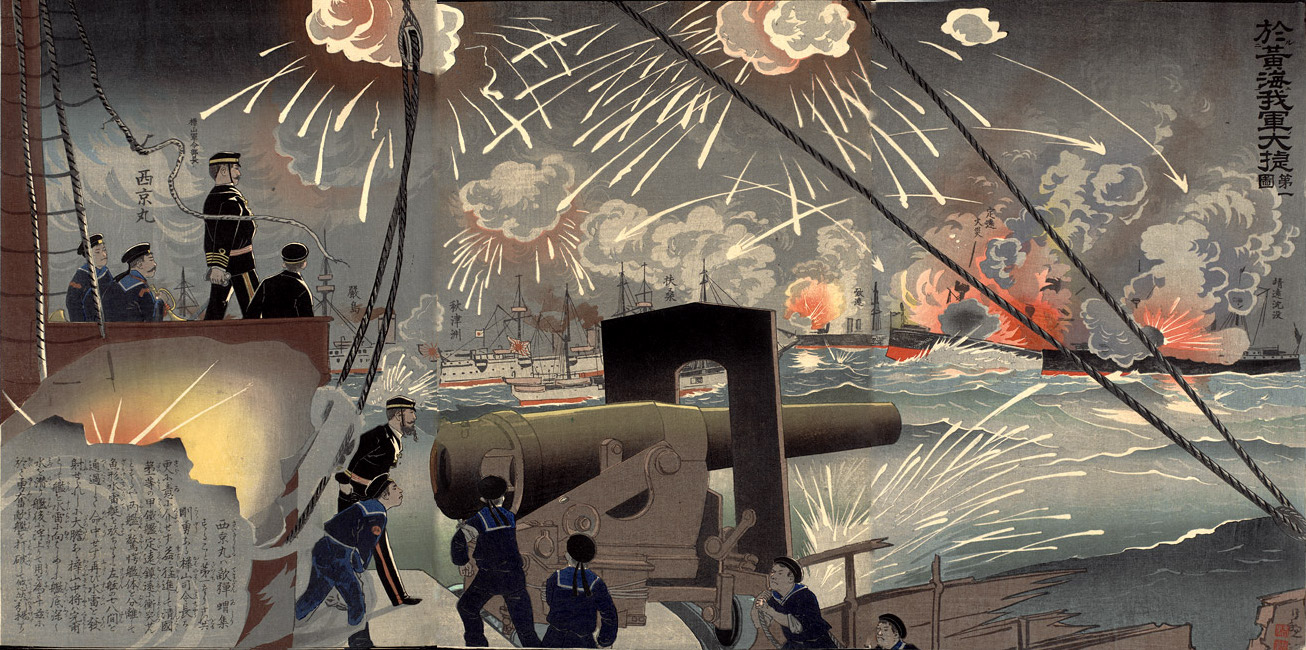
日本聯合艦隊於黃海擊潰清朝北洋水師（浮世繪畫師小林清親、井上吉次郎繪）

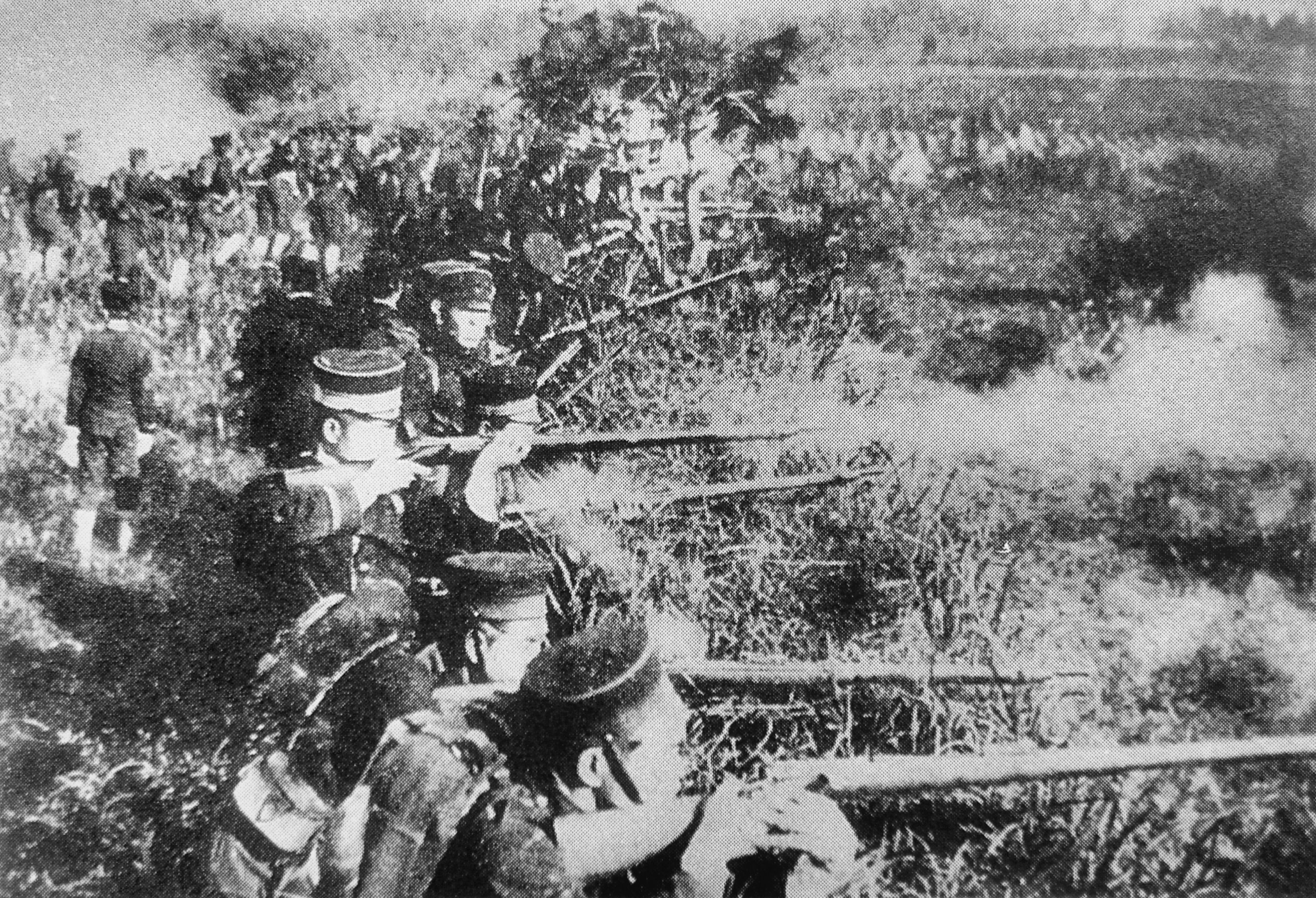
日軍在攻擊清軍

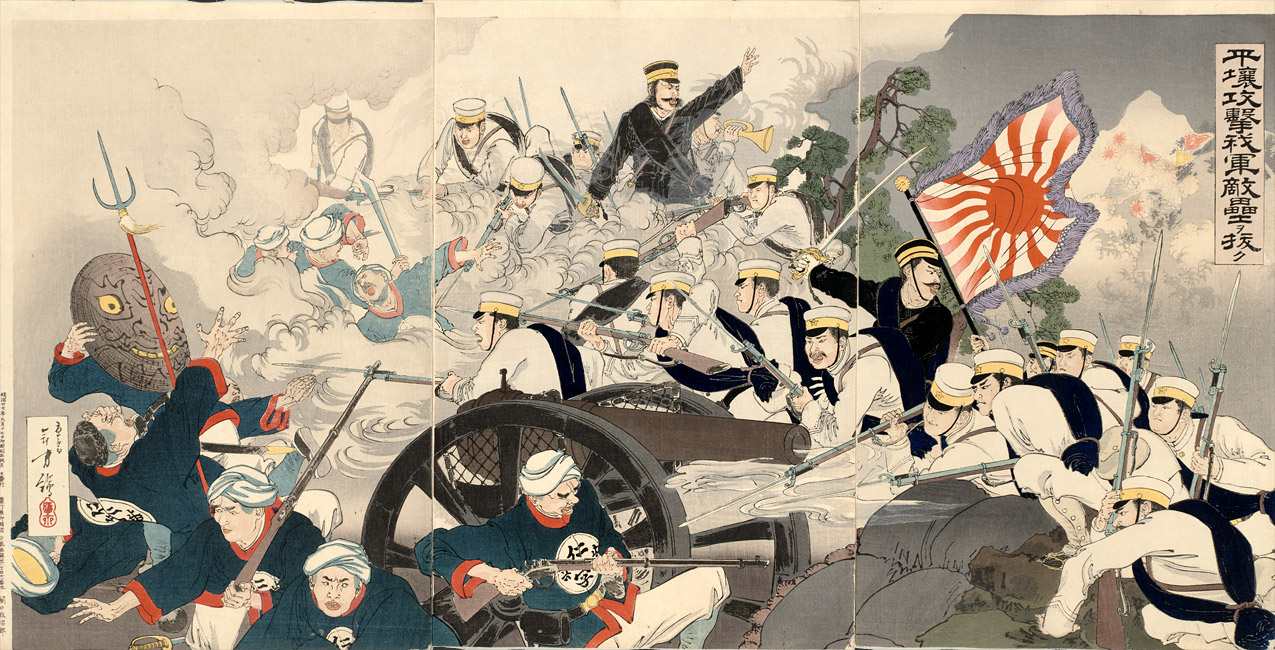
日軍攻克平壤清軍

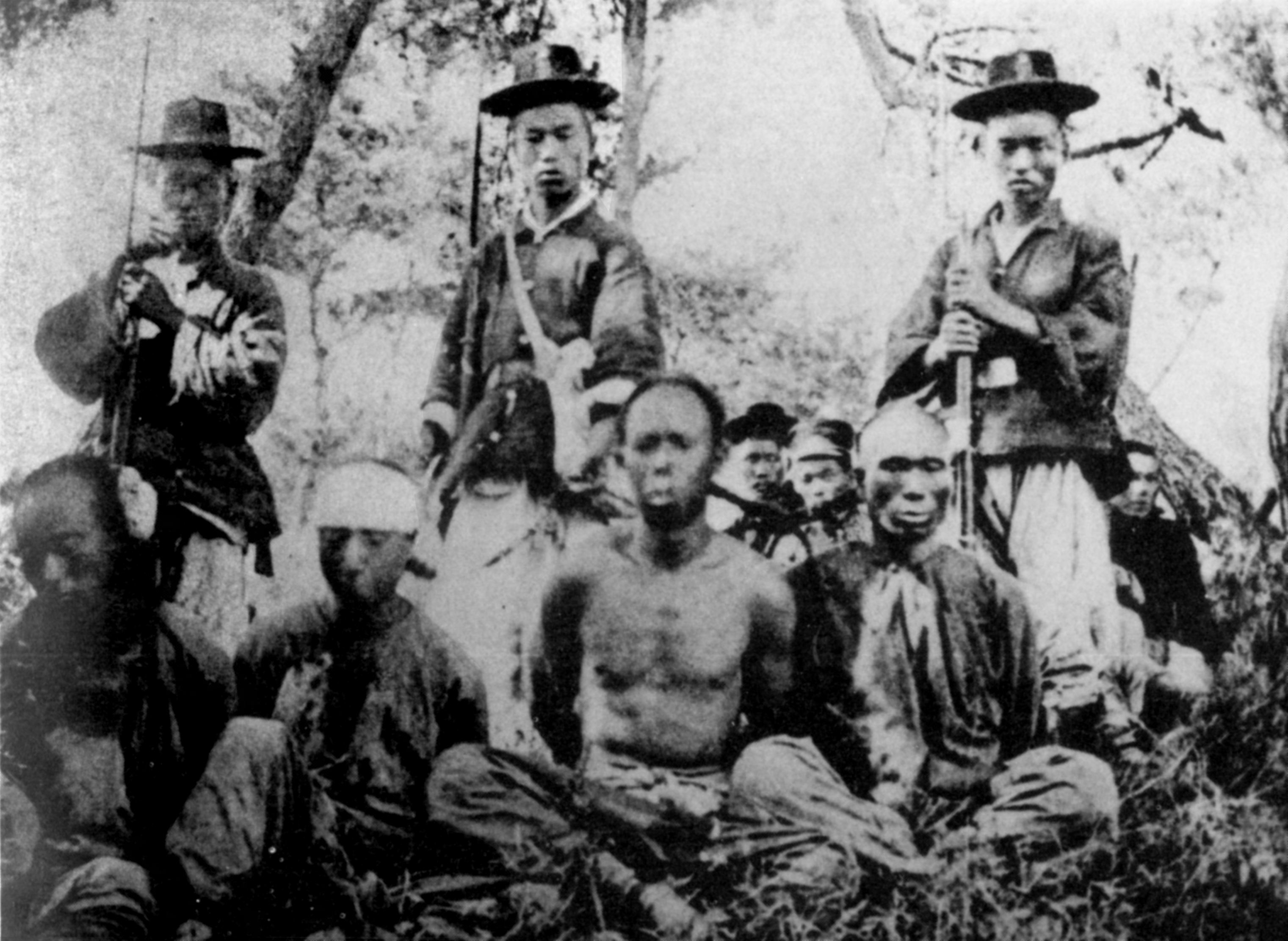
朝鮮士兵和清朝士兵俘虜

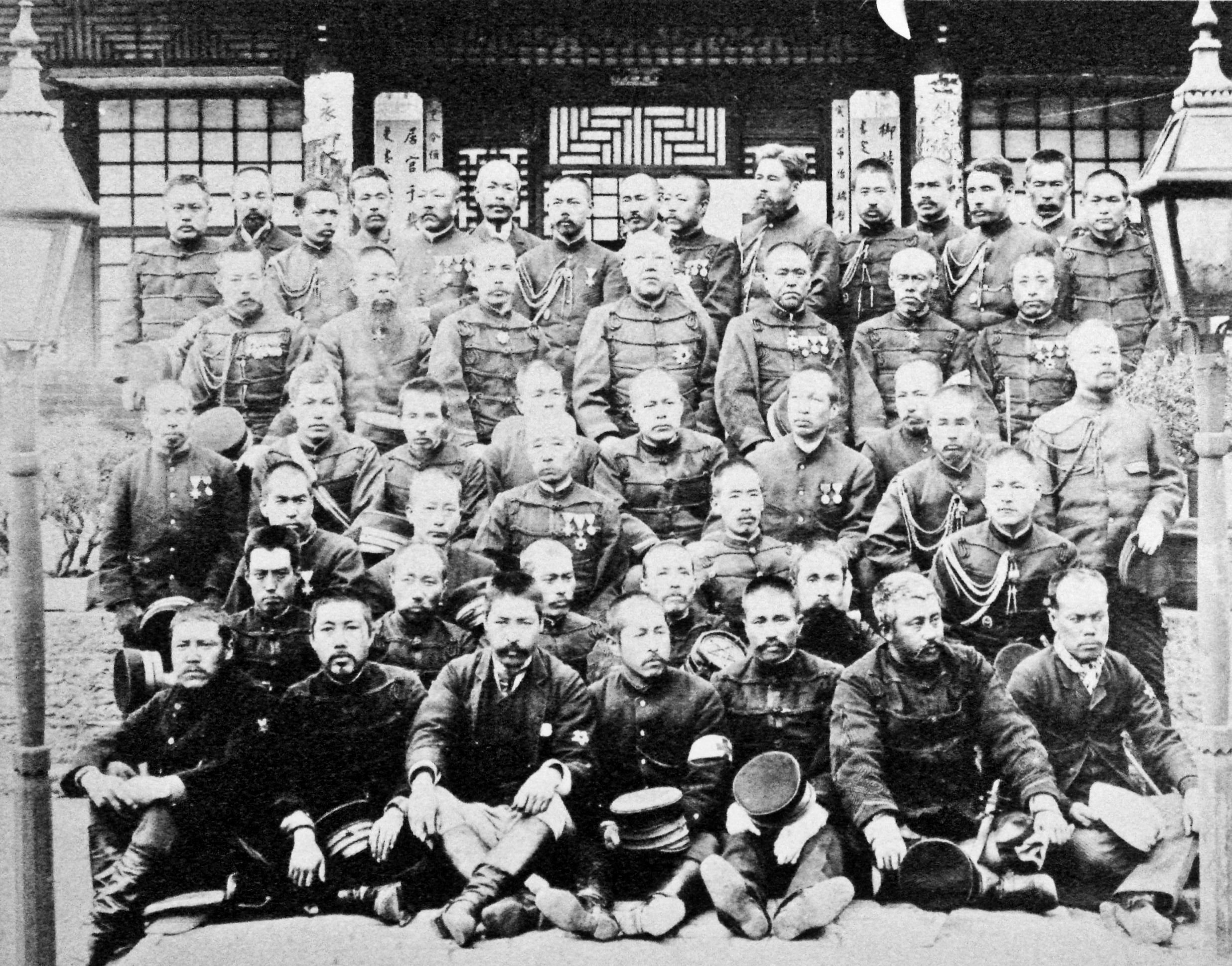
甲午戰爭中的日軍士兵，1895年

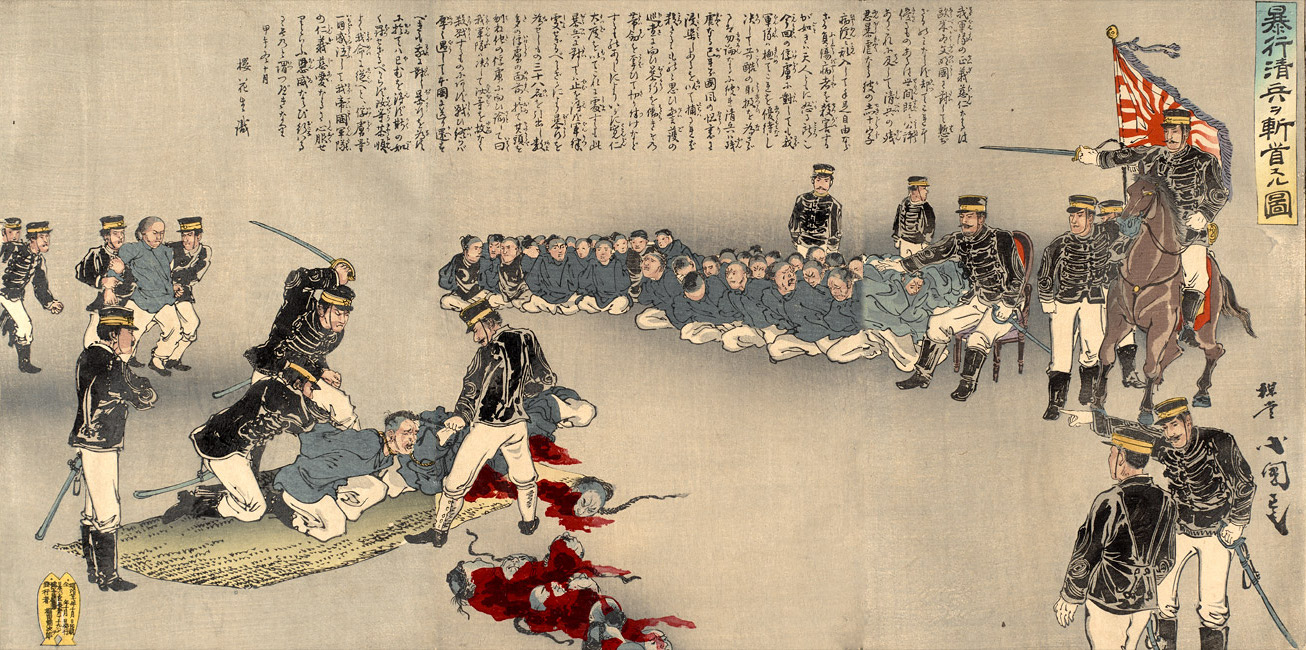
日本士兵斬首清朝士兵的插圖

同時9月17日（農曆八月十八日）海軍聯合艦隊進入黃海鴨綠江出海口以西約50公里處大鹿島附近（今遼寧省東港市孤山鎮外海）合擊北洋水師艦隊，這是1866年利薩海戰後的首次大規模鐵甲艦海戰。售出軍艦給中日雙方的英國及當時各軍事大國極為關注此場海戰。
海戰在中午時分開始，雙方皆在11時15分和11時30分發現敵方。由於清軍戰艦是從朝鮮運兵回來，加上未装舷侧速射炮，侧面火力贫弱，而定远级的主炮都排在前方，所以艦隊以橫陣接敵，日艦則是尋戰而來，由坪井航三率第一游击队的吉野等四艘快速巡洋舰为前锋，伊東祐亨带领的本队慢速六舰在后成單縱阵。12時清軍下令變陣，排成尖峰形。13時開始炮擊：時間不久，艦隊中央成凹陷形。面對清軍鐵甲艦攻勢，日艦被迫後退。
此時日艦包抄清軍右側，由於日艦較快加上清軍指揮不當，右側艦隊被殲滅；丁汝昌之旗艦也被炮擊，炮震力導致正在持雙筒望遠鏡觀看海面戰局的丁汝昌從二樓高炸飛摔落甲板，左手臂骨摔斷重傷。
定遠號艦長劉步蟾接手指揮，下令全部艦隻集中重炮轟擊日方旗艦松岛號，14時松岛號包括艦長室在內中彈，但因為炮彈火藥不足，沒有爆炸（艦隊司令伊東祐亨回憶），日艦後撤，伊東中將司令且即更換旗艦。當松島號由友艦拖回日本時，全艦千瘡百孔卻未沉沒，日軍對此感到不可思議。
战斗中，致远舰冲出队列，试图撞击日舰吉野号，卻傷勢過重而沉沒，管带邓世昌落水后拒绝救援，以身殉国（致远252人中245阵亡）。16時清軍左側艦艇中彈，背靠荒島，一邊滅火一邊攻擊日艦。滅火成功，日艦在沒有優勢下撤退。另一方面，日艦所有火炮皆無法擊穿定遠號等清軍鐵甲艦，清左側艦隊回救運送重炮彈予兩艦，因此反而日艦多被重炮所傷。
伊東祐亨認為暫時無法擊沉定、鎮兩艦，下令撤退。裴利曼特說：“日軍不能全掃乎華軍者，則以有巍巍鐵甲艦兩大艘也。”伊东的旗舰松岛号由于损坏严重，升起不再履行旗舰职务的旗号，日舰纷纷回护松岛，反失去全歼北洋水师的机会。李鴻章的奏摺說靖遠升旗召集各艦追擊，17時30分日艦遠去，清軍下令停止追擊。馬幼垣指出，清軍損失更重，彈藥將盡，速度又慢，追擊不合邏輯，而且马吉芬、戴樂爾的回憶錄都沒有提到追擊，唯一支持的史料只有李的奏摺。
大東溝海戰中清軍傷亡600餘人，經遠管帶林永昇陣亡，經遠沉沒，致遠管帶鄧世昌與艦同沉殉國；日軍傷亡亦達300餘人，济远和广甲逃离战场，济远管带方伯谦因此被处决，虽是罪有应得，但广甲舰长吳敬榮由於隸屬廣東水師，僅以革職論處。
激戰5小時後，北洋艦隊損失巡洋艦5艘，包括經遠、致遠、超勇、揚威和廣甲，受傷4艘，但成功完成護航運載清劉銘傳淮軍12營陸軍登陸鴨綠江岸。日艦僅傷5艘，先行撤離戰場。戰後北洋艦隊未敢主動出擊，日本联合舰队达到控制黄海制海权的目的。
9月15日，日军分三路总攻平壤，战斗至为激烈，高州鎮總兵左寶貴中炮阵亡，隨後玄武门失守，葉志超下令撤退，六日內狂洩五百餘里，透露清陸軍內部湘軍、淮軍嚴重對立；26日清軍直抵鸭绿江以北。朝鮮全境為日本所控。9月23日李上折要求提取從1888年起打著海軍名義籌備，實際一直被中央扣在手裡生息以建頤和園的260萬兩銀，獲得150萬兩緊急軍費。

### 第二階段（1894.9-1894.11）

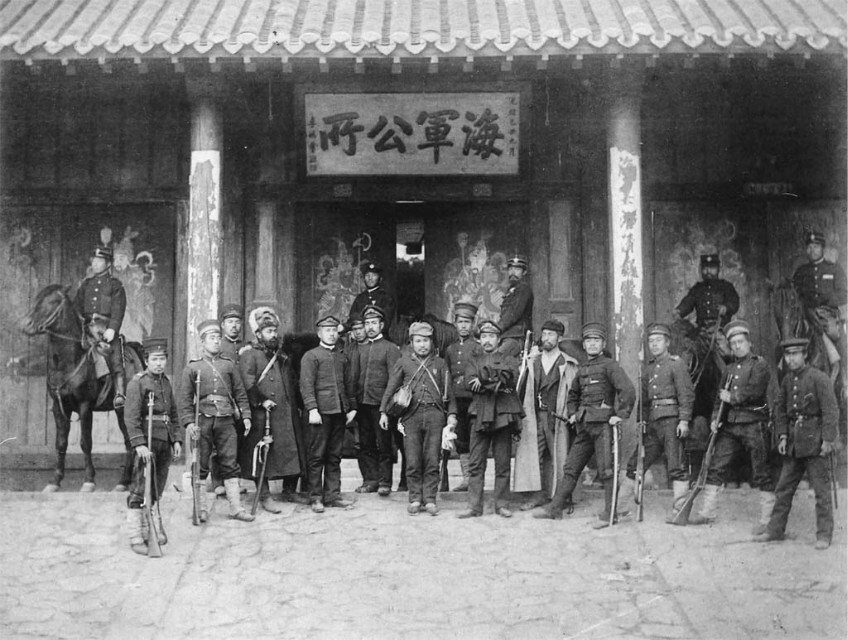
日军攻占旅顺后，在海军公所合影

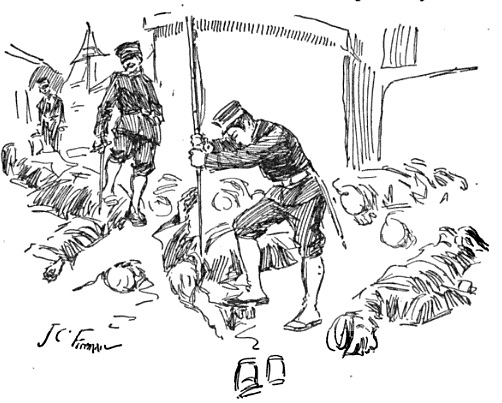
一份西方報紙登載日軍执行旅顺大屠杀殘害中國人的素描。

第二階段，從1894年9月17日到11月22日。戰場位於遼東半島，以陸戰為主。10月25日，日軍在鴨綠江上搭浮橋搶渡成功，向虎山清軍陣地發起進攻。清軍守將馬金敘、聶士成被迫撤出陣地。日軍攻陷虎山。山縣有朋即將第一軍司令部移於虎山。鸭绿江防线决战刚要打响前光绪帝拿问平壤之战逃跑主将卫汝贵。圣旨到，造成清军全军崩溃。26日，日軍佔領了九連城和安東縣（今丹東），同日日軍在庄河花園口登陸，11月9日，攻佔金州，10日陷大連灣，至此清軍在鴨綠江防線全線崩潰。11月21日旅順陷落。李鴻章曾經提出“若水师至力不能支时，不如出海拚战，即战不胜，或能留铁舰等退往烟台。”但是受到丁汝昌的堅決反對，從而使得北洋水師繼續困守在港內。旅顺口的防御工事，经营10余年，耗费白银数千万两，驻守兵力达14700人，日军仅用不到一天时间，付出426人的伤亡，就拿下这座重兵把守的要塞，清军则付出3600多人的伤亡。
与此同时，日军出于战事的受挫和对清朝官兵的报复泄愤，在旅顺制造了规模巨大的屠杀民众事件，使得国际社会大为惊骇，日本国内统治集团和社会亦有声音表示震惊和反对。
旅顺、大连陷落之时，慈禧太后正在宫中为自己举办盛大的七十寿宴。朝廷碍于慈禧淫威，在战争已席卷国门的危机时刻仍然尽力为其贺寿。虽然因为战争爆发，贺寿规模有所缩减，但仍然花费了政府巨量的人、物、财力，使前方作战得不到有效指挥调度，这也是清朝最终战败的重要原因之一。

### 第三階段（1894.11-1895.4）

《威海卫陷落北洋舰队提督丁汝昌降伏图》（实为北洋水师管带薩鎮冰献降），右田年英绘

第三階段，從1894年11月22日到1895年4月17日，有威海衛之戰和遼東之戰。12月17日，鎮遠退入威海衛時觸礁，經搶修才不至下沉，但已難以出海對敵，管帶林泰曾引咎自盡。1895年1月20日，日本第2軍共25,000人，在日艦掩護下開始在榮成龍鬚島登陸。30日，日軍集中兵力進攻威海衛南岸炮台。營官周家恩殉職，炮台被日軍攻佔。2月3日日軍攻陷威海衛城，劉公島成為孤島，日本聯合艦隊司令伊東祐亨曾致書丁汝昌勸降。9日，日军少将大寺安纯被大砲击毙，這是日軍在甲午戰爭中陣亡軍階最高的將領。10日，定遠號彈藥告罄，劉步蟾下令將艦炸沉，隨後劉步蟾生吞鴉片自殺。12日，丁汝昌亦自殺。威海衛水陸營務處候選道牛昶眪寫下降書，由廣丙艦管帶程璧光乘船交付伊東中將，17日，日軍在劉公島登陸，濟遠、廣丙、鎮中、鎮東等10艦為日軍所俘，北洋艦隊全軍覆沒。隨後薩鎮冰駕駛康濟艦並載著丁汝昌等六人靈柩離開劉公島。北線日軍与清军满洲部队主力进行的战役有五复海城，与湘军、淮军、毅军进行的战役有牛庄之战（又名“佯攻辽阳，实取牛庄”之战）。日军佯攻辽阳，光绪帝中计，亲自下令围攻海城的清军主力救援辽阳，结果日军迅速调动进攻清军交通枢纽牛庄，围歼孤立在牛庄湘军主力。最终双方主力爆发田庄台决战，宋庆在清军主力被围歼前下令撤退。清廷被迫议和。

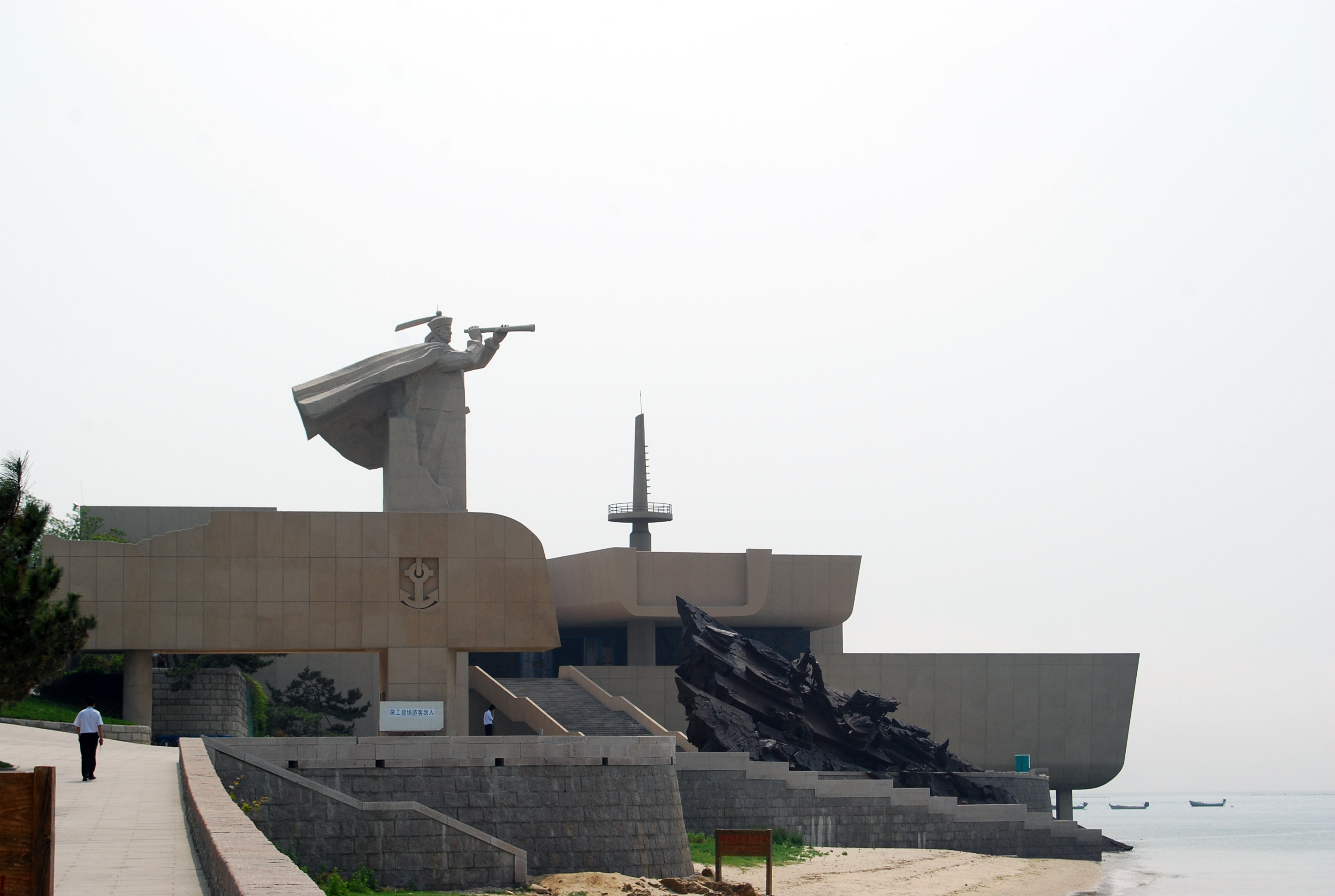
威海刘公岛上的甲午海战纪念馆

## 结果及影响

### 马关条约
1895年4月17日，清朝與日本簽訂《馬關條約》，标志着甲午战争的结束。条约的主要内容有五点：
1. 中国向日本赔款白银两亿两。
2. 中国割让辽东半岛、台湾岛和澎湖列岛给日本。
3. 中国开放沙市、重庆、苏州、杭州为通商口岸。
4. 中国允许日本在中国的通商口岸投资办厂。
5. 中国彻底放弃对朝鲜的宗主权，承认朝鲜独立。

自第一次鸦片战争后开始崩溃的中华朝贡体系，在签订马关条约后，几乎彻底崩解。此战的结果不仅对当时的东亚局势做成深远的影响，甚至影响中日韩这三个国家于近现代的发展。
马关条约商讨和签订期间，日本方面设法破译了清朝的电报密码，将中方的底牌暗中全部摸透，助力其从清朝获得了丰厚的利益。
在合约谈判期间，李鸿章于签订地马关被一刺客枪击，使国际社会惊骇，对日本造成了一定程度的被动。日本最终在各方面的制约下稍加收敛，将原本三亿两白银的赔款数额削减为两亿两。
由于日本对辽东半岛的索求与俄国在此地的扩张计划有所冲突，俄国便联合同样对华存有利益图谋的法国和德国向日本施加了外交和军事上的压力，致使日本放弃了占领的辽东半岛。日本趁机又向清朝勒索了三千万两白银的“赎辽费”。此事件在历史上称之为“三国干涉还辽”。

### 对大清的影响
自鴉片戰爭至英法聯軍之役為十五年，自英法聯軍之役至日軍初次侵台為十五年，自日軍初次侵台，中經馬嘉理事件、伊犂交涉以至中法戰爭約九年，自中法戰爭至中日戰爭亦為九年，其間中國多少尚可喘息苟延。中日戰後，情勢急轉直下，外來的兇猛壓力，跟蹤而至，片刻未弛，直可謂危急存亡之秋。——郭廷以

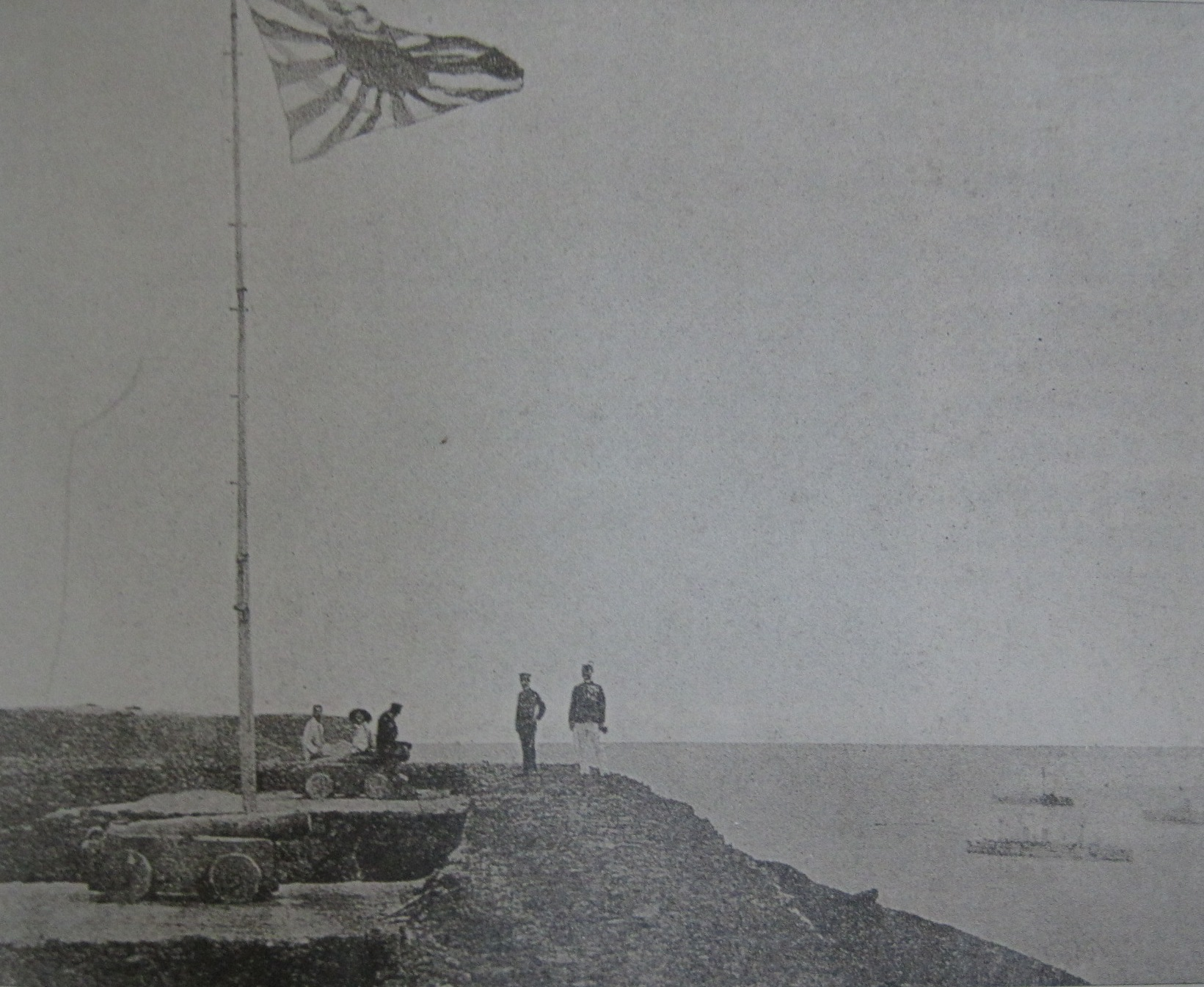
日本軍隊登陸澎湖群島

清朝由于戰敗，只得向日本求和停战，最终簽下丧权辱国的《馬關條約》。《马关条约》是自第一次鸦片战争后签订的《南京条约》来对清政府危害極大的不平等条约。条约签订后，清政府喪失澎湖列島與台灣及其附屬島嶼的主權，還須承擔巨額賠款；而其中允许外國企業於境內投資设厂的條款，亦對當時正在茁壯的中國棉紡織工業產生嚴重威脅。此外，條約衍生出的三國干涉還遼事件也開啟了西方諸國瓜分中國之端。1896年，俄國以迫日還遼有功，與清政府簽署《中俄密約》。後來，密約泄露，列強爭相在中国划分勢力範圍、租界與租借地。俄國在1898年租下旅順與大連兩港口；德國強占并租借膠州灣；法国则租借广州湾。
清军在甲午战争中的失败（北洋水师的覆灭）标誌着其國際地位一落千丈，再次成為列強鯨吞蠶食的對象。同时，甲午战争也是洋务运动失败的标志，此役後中國在國際地位上急轉直下，而日本則躋身為列強之一。馬關條約之條款剝削中國，激起中國知識分子對國情的反思，清政府内部的改革派对自身弱点有更深认识，促使後來政治制度的改革，即1898年的戊戌變法，百日維新之先聲。
吾中国四万万人，无贵无贱，当今日在覆屋之下，漏舟之中；如笼中之鸟，牢中之囚；为奴隶，为牛马，为犬羊，听人驱使，听人宰割。此四千年中二十朝未有之奇变。——康有為
日本海军在1895年甲午战争的胜利，基本上完全摧毁清政府的军事力量，严重地削弱经济实力，使中国元气大伤，日本也为了取得战争胜利及保持住胜利的成果，在中国内部制造混乱，对革命党人提供了大量的秘密资助，所以客观地说，日本海军的这次胜利为后来孙中山及其他革命团体领导的革命创造胜利的先决条件。
自此役後，清朝外交政策的焦點都在平復其結果，而日本外交政策的焦點則是確認其結果。——潘恩（S. C. M. Paine）

### 对日本的影响
甲午戰爭是日本從“被壓迫國”向“壓迫國”過渡的轉折點，因此在日本近代史上是一次劃時代的戰爭，具有和第二次世界大戰相匹敌的意義。——藤村道生
与清朝开战前，日本国内朝野上下曾经对与中国开战感到緊張和困惑。甚至连明治天皇本人也曾经对是否与中国开战感到躊躇。但于战胜清朝后，随着不停的捷报与多次举办战勝祝賀会，国内的舆论风向便开始有所改变，「帝國萬歲」等赞扬天皇的口号成为一时间的流行语。日本国内为了纪念这次战胜，也在国内多处树立纪念碑。同时在战斗期间，受到社会整体风气影响，青少年的日常娱乐和玩乐也几乎完全与战斗有关，甚至出现小孩子往中国人丢小石头的事情。
同时，新闻媒体也以大幅报道这次战争为契机，在日本国内得到前所未有的普及。在当时，各家报社为了及时得到第一手的消息，纷纷往战场派遣随军记者，使国民首次透过新闻媒体得知战斗的最新情况。反之，那些没有对战斗进行跟踪报道的报社，也在这次战争后走向没落。各家媒体在报道有关战争的新闻时，经常使用把无名士兵「英雄」化的报道手法（忠勇美談），以及以激烈的文字描述战况等，都在一定程度上吸引大量新的读者群，也让日本人首次意识到新闻和媒体这两种现代化的吸收资讯渠道。但是同时，媒体的报道只集中在报道片面的内容，使读者的价值观受到单一化的影响。例如说，当时的报纸与杂志便以这次战争为例，不断地提出「日本文化比中国文化先进」等民族优越论的观念，对日后一段长时间日本人对中国人的看法产生严重的影响。
以甲午战争为契机，日本在明治维新后第一次经历大规模的對外戰爭，对日本成为近代意义上的民族国家有着十分重要的影响。战争过程中，国家机关不断重复地强调「国民」的义务和贡献，使得日本人开始意识到自己作为国家国民的一部分，应该不分地位地去支持军队，也是所谓的战争的「統合作用」。在这个統合过程中，作为军队统帅的明治天皇有着十分积极的作用。他与开战时把大本营转移到廣島的举动，使日本国民强烈地感受到御驾亲征的威严。反之，战胜消息經過渲染，则对日本人觀念造成极大的影响，也是从当时开始，日本国内开始产生蔑視中国的情绪，并一直延至后代。同时以此为契机，日本国内开始有人提倡脱离汉字文化圈，也同时为了日后的海外拓张，确立日语标准化教育的普及。同時，日本一直對俄國干預遼東半島一事存有芥蒂，大力鼓吹發展軍事工業，期待有打擊俄國的機會。
以大日本帝国憲法的发布（1889年）、撤除部分不平等条约（1894年透过日英通商航海条約取消領事裁判权）、中日甲午战争（1894 - 95年）这三个事件为契机，日本的脱亚入欧论初步取得成效。同时，作为日本近代史上第一场获胜的战争，不论对日本国内还是对当时的欧美列强都有巨大的象征意义。在日后的日俄战争结束后，欧美列强为了表示认同日本的国际地位，把日本设置在海外的外交代表機構纷纷升格为大使馆。

### 对台灣的影响
臺灣因此被日本統治長達五十年，使得該地與其他華人社群在歷史記憶對日本觀感不同。 例如，在1990年代對臺灣中學生的研究中，有許多學生把本戰爭排在心目中歷史事件的第一位。

### 对朝鲜的影响
朝鲜独立后，仍然一直受日本与俄罗斯帝国控制，本来于甲午战争前已经相互斗争的开化党（亲日独立派）与事大党（亲中派），在甲午战争後由开化党攬權。战后，东学党起义被彻底镇压。一度失势的事大党，于三国干涉还辽后，由高宗王妃闵氏主导的亲俄派再度掌权，直到乙未事变闵妃被暗杀为止。闵妃被日本暗杀后，1895年日本以此為契機另立新王后來掩蓋，計劃成立「大朝鮮帝國」。結果因俄、美、英三國公使堅決反對而沒有實行。朝鲜高宗倒向俄罗斯，并于1897年10月成立大韩帝国正式称帝，追尊闵妃为明成皇后。
1894年，日本江户末期至明治早期政治家胜海舟作诗《偶感》，定格甲午战争对于朝鲜之影响：“邻国交兵日，其军更无名，可怜雏林肉，割以与鲁英。”其中「雛林」指朝鮮古國新羅的首都雞林（現慶州），暗喻朝鮮；「魯」是當時俄羅斯的日語音譯（魯西亜）的簡稱。在得知丁汝昌自杀后，胜海舟向报社投稿撰文祭奠，认为日本盲目追随欧美走殖民扩张的道路十分愚蠢，中国是一个大国，不应该成为受轻视的竞争对手，而应该成为日本对抗欧美的伙伴。胜海舟还预见到了三国干涉还辽时日本被国际围堵的窘境。

## 战争分析

### 战前军备

#### 中国（清朝）

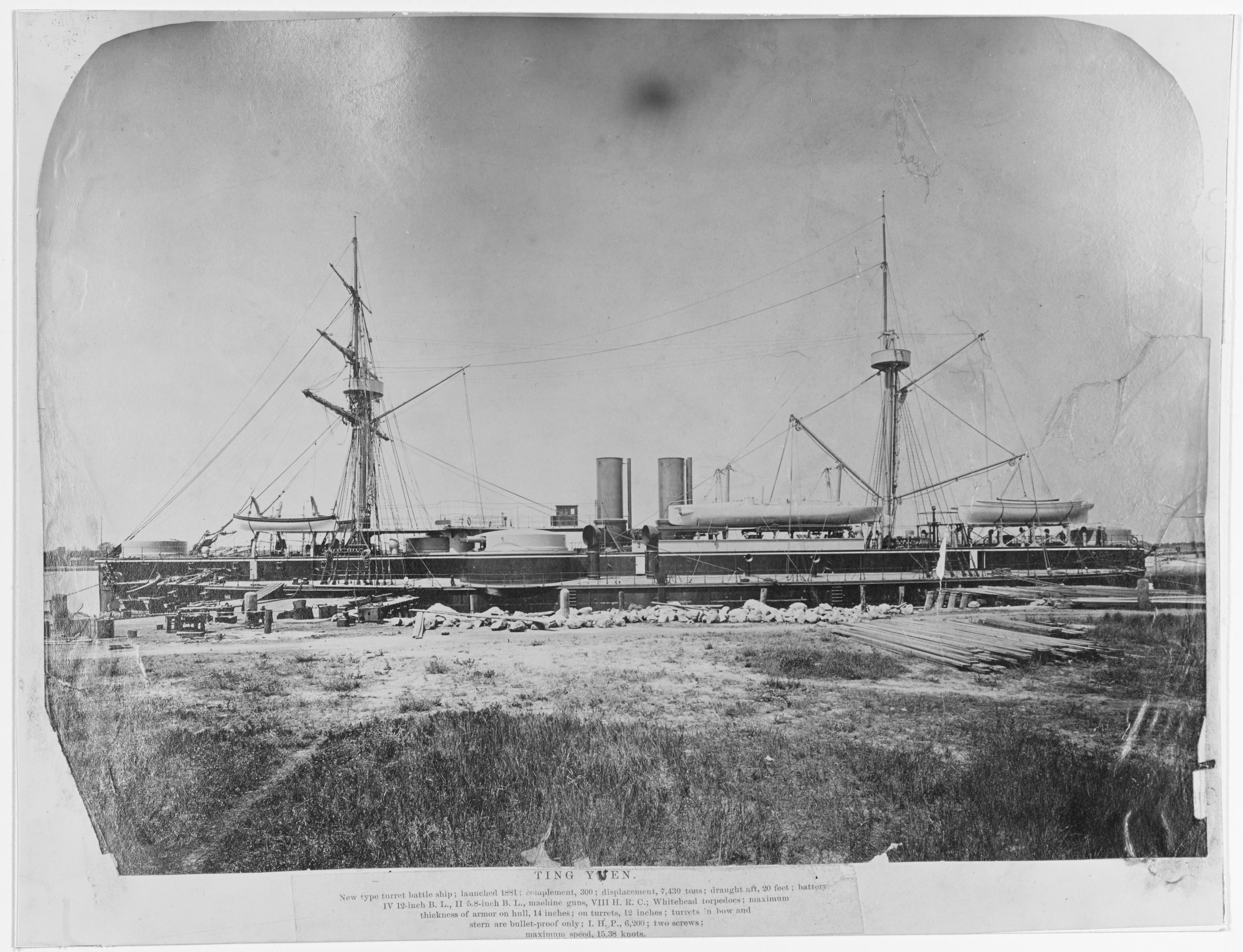
清朝旗艦定遠

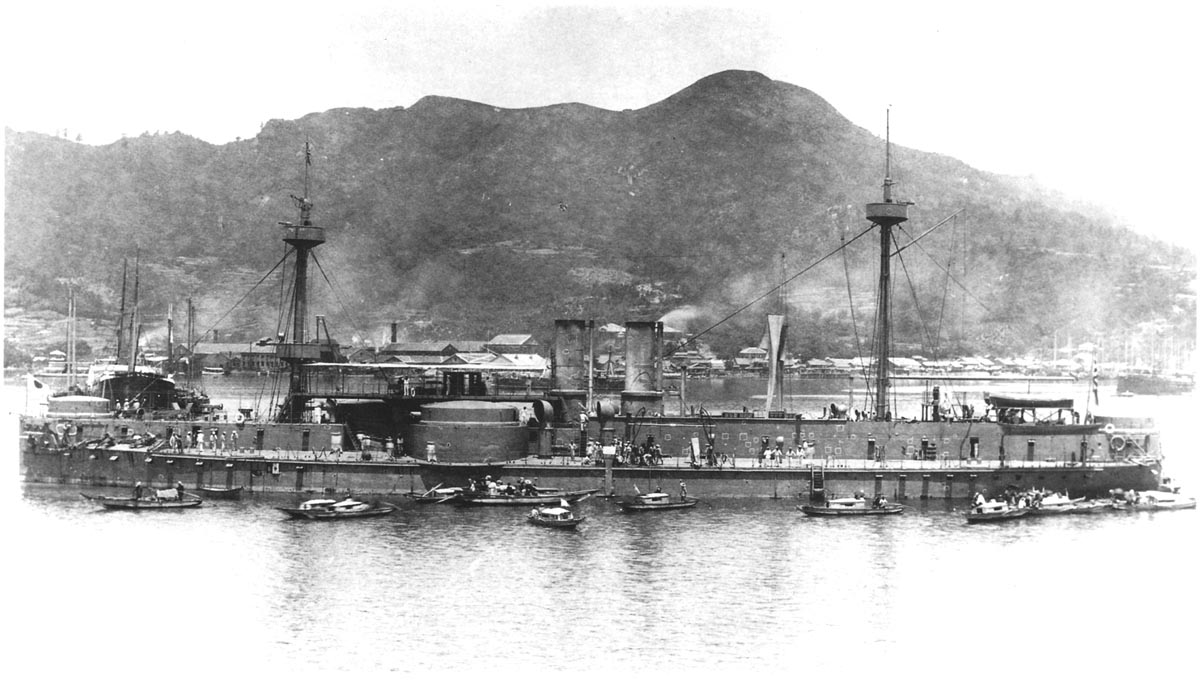
鎮遠艦

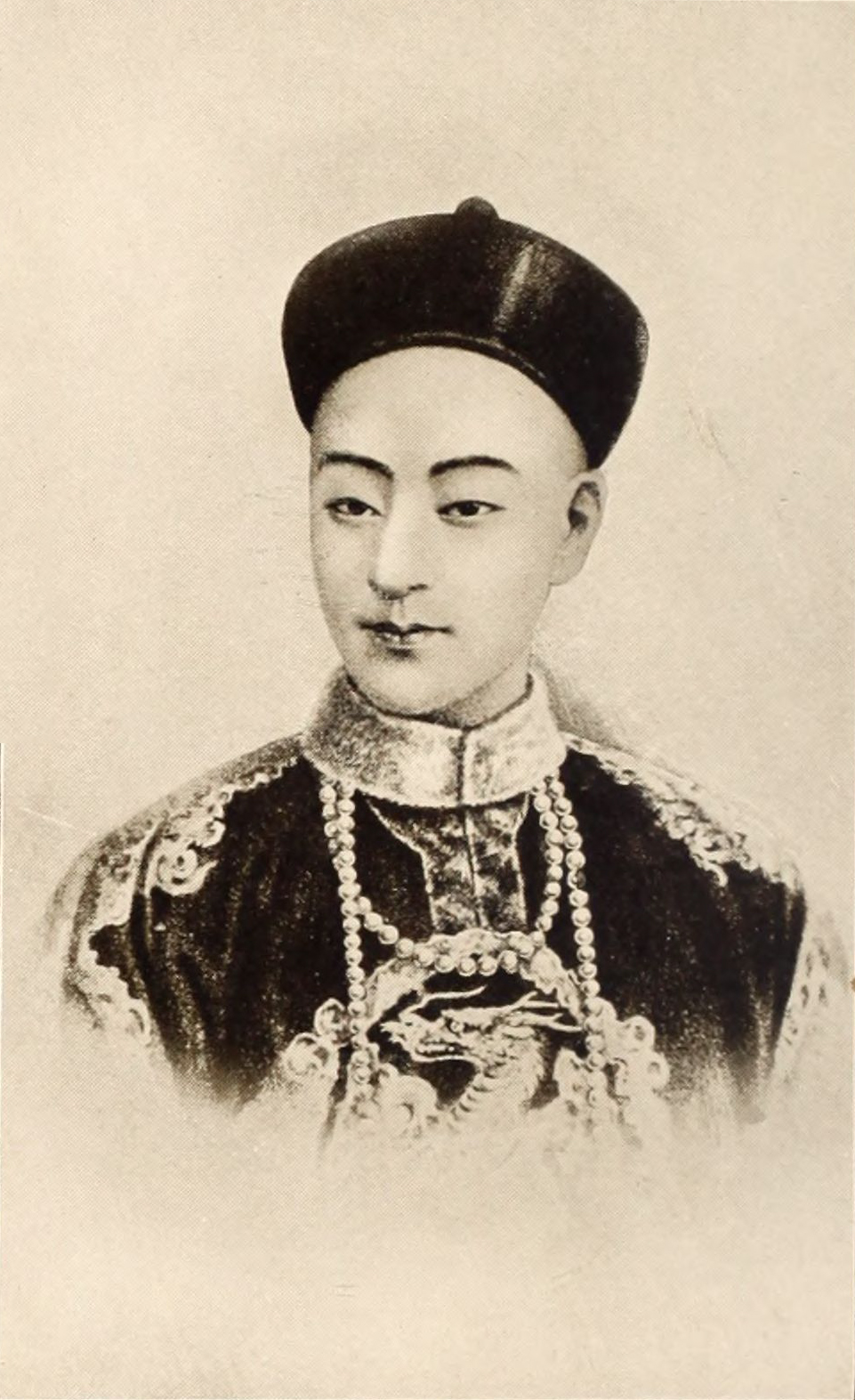
光緒皇帝

北洋水師自1888年正式建军后，配置有铁甲艦定遠號及鎮遠號，各有12寸巨炮4門，航速分別為14.5節及15.4節。
然而之后到甲午战争之前6年没有再添置铁甲艦。在此期间，重修颐和园花费約八百万两白银。1889年光绪皇帝大婚，花费白银540万两，即三艘半定遠级铁甲艦的费用。1891年户部尚书翁同龢奏准暂停南北海军购买外洋枪炮船只3年。因此在开战时的北洋海军已经没有多少“大舰巨炮”优势可言，1894年中日火力对比分別是：口徑20厘米以上火炮31門對15門，20厘米以下火炮230門對140門，速射机关炮244門對294門，鱼雷管39支對43支，船艦航速11.48節對12.84節，装甲巡洋舰3艘對1艘，防护巡洋舰3艘對8艘。
李鸿章在1879年10月27日的奏折中说：“中国即不为穷兵海外计，但期战守可恃，藩篱可固，亦必有铁甲船数只游弋大洋，始足以遮护南北各口。”由此可见，防御是建立北洋水师的关键动因。巨资订购的“定远”、“镇远”这两艘战舰的设计与制造，凸显装甲、吨位和重炮的优势，这也与李鸿章立足防御的建队思想密切关联。

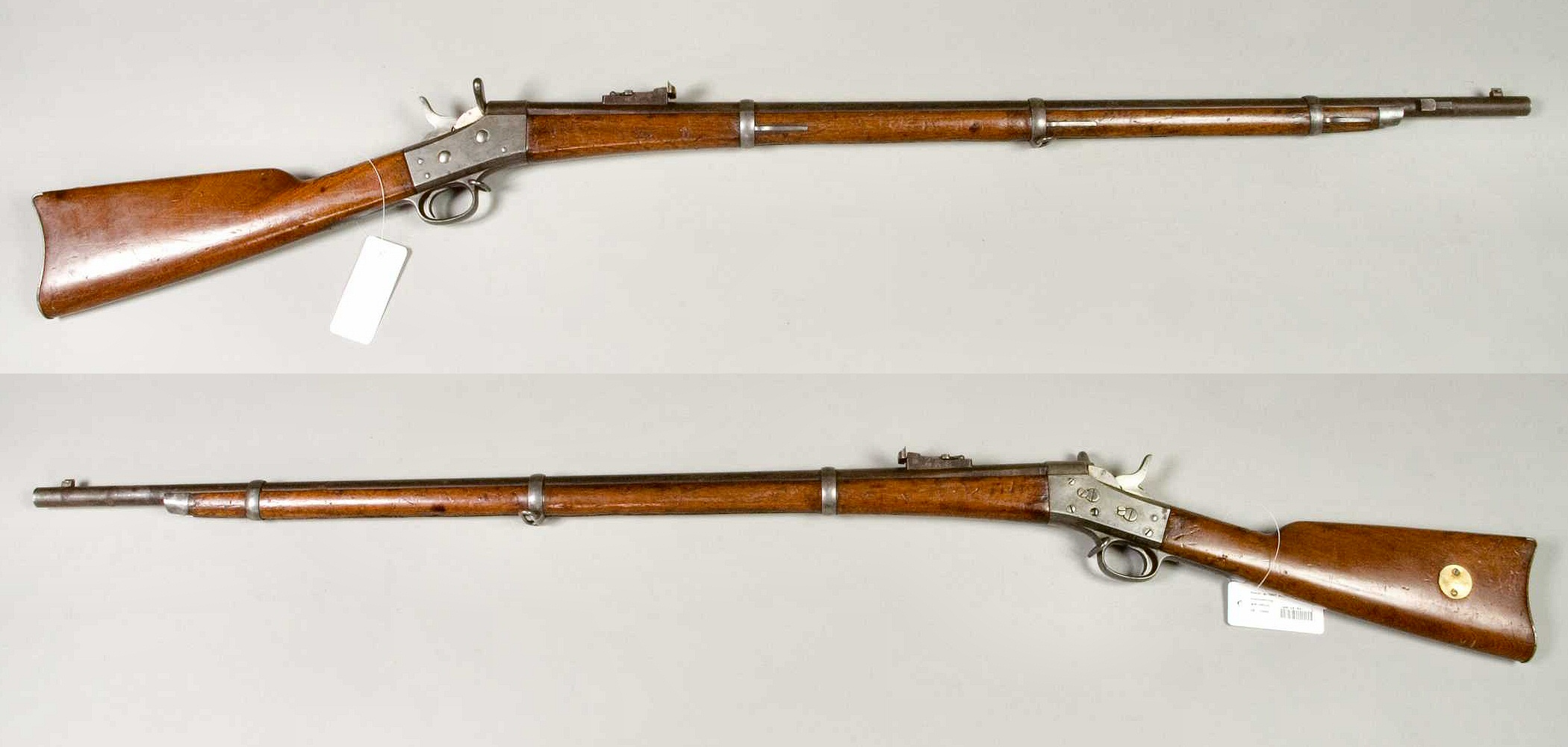
清军在战争中使用的雷明頓M1867步槍

1894年5月下旬李鸿章校阅北洋水師，奏称：“北洋各舰及广东三船沿途行驶操演，船阵整齐变化，雁行鱼贯，操纵自如……以鱼雷六艇试演袭营阵法，攻守多方，备极奇奥。”“於驶行之际，击穹远之靶，发速中多。经远一船，发十六炮，中至十五。广东三船，中靶亦在七成以上。”“夜间合操，水师全军万炮并发，起止如一。英、法、俄、日本各国，均以兵船来观，称为节制精严。”戰爭前夕，北洋艦隊大沽、威海衛（今山東威海）和旅順（今屬遼宁大連）三大基地建成，英國觀察員看完北洋水師操演後上書海軍部，也認為北洋艦隊戰力不容小覷。後期因李鴻章解雇當時訓練海軍的英國人琅威理，引致北洋水師軍紀出現問題，“有某西人偶登其船，见海军提督正与巡兵团同坐斗竹牌也。”
提督丁汝昌本陸將，且淮人，孤寄群閩人之上，遂為閩黨所制，威令不行。琅威理去，操練盡弛。自左右翼總兵以下，爭挈眷陸居，軍士去船而嬉。每北洋封凍，海軍歲例巡南洋，率淫賭於香港、上海，識者早憂之。——姚錫光，〈東方兵事紀錄〉

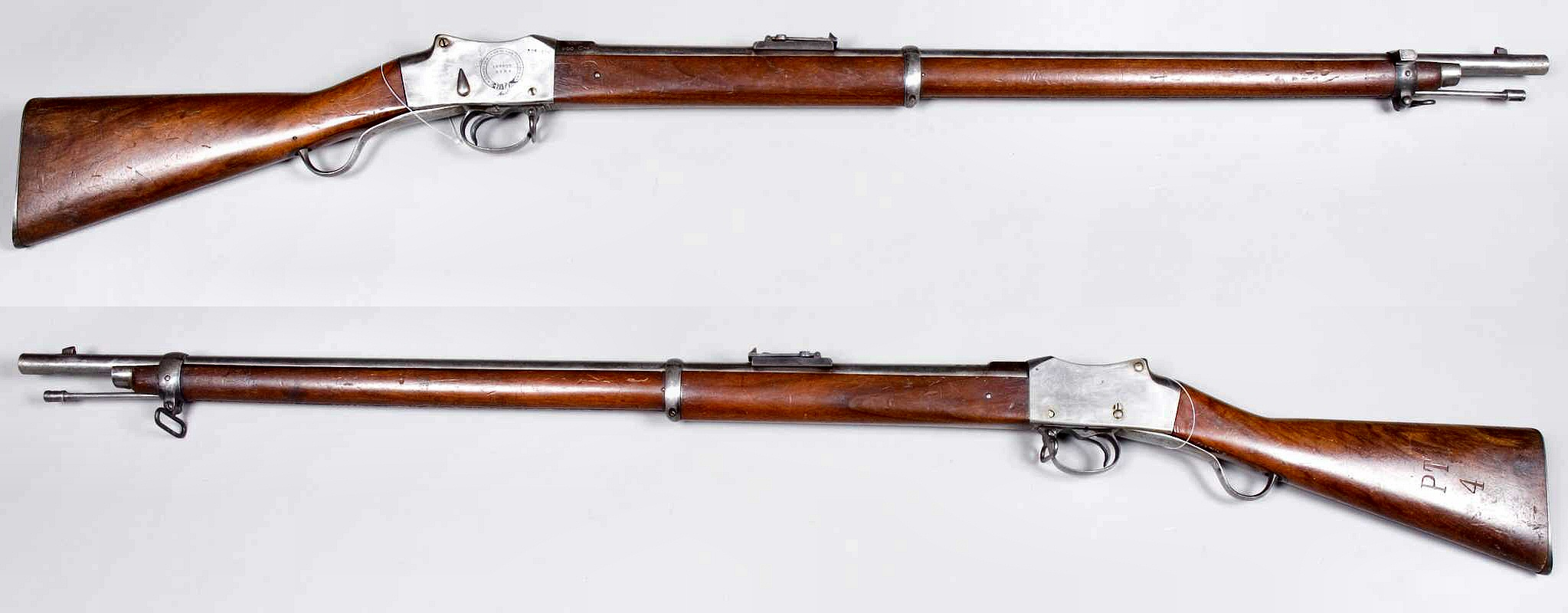
清军在战争中使用的馬提尼-亨利步槍Mk I型步枪

1888年原本預訂購入300箱炮，後因為軍費不足，北洋海军只購入3發炮，“從前撥定北洋經費號稱二百萬兩，近年停解者多，歲僅收五六十萬。”
英國遠東艦隊司令裴利曼特評論說：“中國水雷船排列海边，无人掌管，外则铁锈堆积，内则秽污狼藉，业已无可驶用。”
北洋海军将领多为福州船政学堂驾驶班早期毕业生，由于早期办学水平不足，他们在船政学堂仅接受简单的英文、算法、驾驶、测算、枪炮操法培训。1877年春，清政府在福州船政学堂第一、二届毕业生中选出12人的海军留学生，打算送入格林威治皇家海军学院进行培训。但其中刘步蟾、林泰曾、蒋超英三人到英国后仅上舰实习就结束训练。黄建勋、林颖启、江懋祉三人未通过入学考试，仅参与了上舰实习，只有严复、李鼎新、萨镇冰等六人入校。而留学生监督官李凤苞向朝廷禀报，成绩排名却是“甲等：刘步蟾、林泰曾、严复、蒋超英；乙等：方伯谦、萨镇冰、何心川、叶祖珪；丙等：林永升、馬震東、黃元昊、黄建勋。”刘步蟾、林泰曾等日后成为北洋海军的主要将领。
进入北洋水师后，以刘步蟾为首的北洋“福州帮”管带群体，将对北洋水师严加训练的英国教官琅威理挤兑走。而在战争之中，光绪帝又给李鸿章施压、对军事行动胡乱指挥。

#### 日本
東洋蕞爾小邦而能歲增鐵艦，聞所製造專與華局比較，我鐵艦行十五海浬，彼則行十六海浬。定、鎮大礮口徑三十零半生特（釐米），彼松島等四艦則配二十四特大炮並放快炮，處處俱勝我一籌。現在英訂購之頭等鐵甲船，又是何項新式。蓋以全國之力專注於海軍，故能如此，其國未可量也！——李鴻章

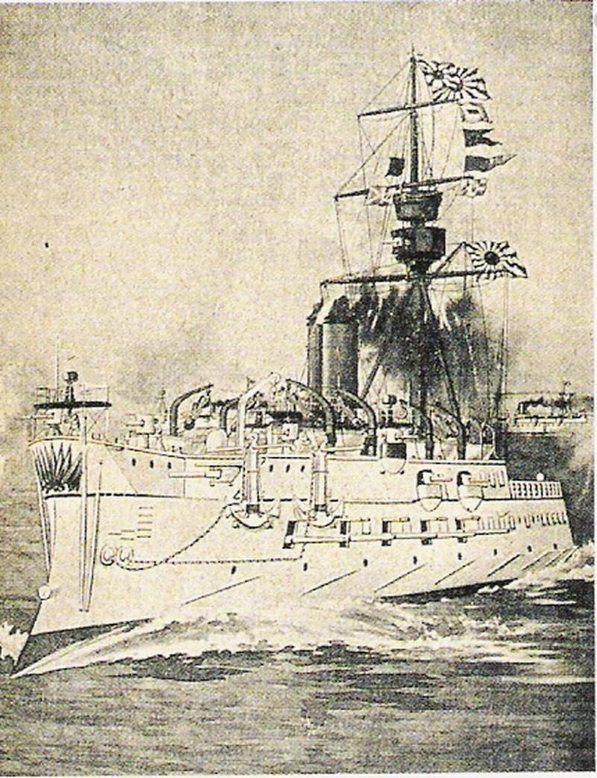
日本旗艦松島

1882年，日本海军还只是鱼雷艇和二千吨以下的近海铁甲舰为主，无大型铁甲巡洋舰。
1885年，日本提出十年的扩军计划，意图超过北洋水師。在扩张政策的指引下，日本加快陆海军的军备步伐。为了对付北洋水师的重型铁甲舰，日本高薪聘请法国海军部的白劳易担任日本海军省顾问、海军工厂总监督官，专门负责建造在火力和速度上足以对付“镇远”和“定远”的“三景舰”（“松岛”、“严岛”、“桥立”），同时重金向英国阿姆斯特朗兵工厂订购快速巡洋舰。依据藤村道生在《日清战争》中的记述，日本海军为了弥补大炮的不足，建造小型快速的巡洋舰，并安装刚刚可以应用的小型速射炮。这种小型速射炮虽然是12厘米至15厘米粗细的中口径炮，但其发射速度却为原来大炮的8倍，在同一时间内发射出大量炮弹，如果快速使敌舰接近中口径炮的射程以内，便可完全削弱敌舰的战斗力。较之中方，日军的决策者认识到速射炮将成为击伤敌舰、击杀敌舰官兵的主力舰炮，并将其大量装备于日本海军的舰船上，这一战略预判在随后的海战中得到丰厚的回报。
1886年，法国海军工程师白劳易受雇建造4700吨级大型铁甲巡洋舰「松島號防護巡洋艦」和「嚴島號防護巡洋艦」。
1890年时，清朝北洋水師总排水量为27,000吨，而日本海军总排水量在17,000吨以上。日本以国家财政收入的60%来发展海、陆军，当时日本政府年度财政收入僅八千万日元。1893年起，明治天皇决定每年从自己宫廷经费中撥出三十万日圓，再從官員薪水裡取十分之一，補充造船费用。1890年時服役、排水量2,100噸的巡洋艦「平遠」是北洋水師最後配備的新造艦，而在1892年服役並編入廣東水師的「廣丙」（1,000噸）排水量低於日本海军在1891年（明治24年）服役的6艘巡洋艦「松島」、「嚴島」、「橋立」、「千代田」、「秋津洲」、「吉野」，而此6艘排水量都已高於「平遠」的2,100噸，其中四艘更達4,200噸。到了1894年甲午战争时，日本海军舰队总排水量为72,000吨，多數有配置速射炮的新式舰艇。
戰前日本實際動員兵力達240,616人，其中174,017人有參戰經驗，海軍擁有軍艦32艘、魚雷艇24艘，排水量72,000吨，超越北洋水師。日本對清廷改革後的實力仍有顧忌，對於北洋水師不敢輕敵，1880年日本参谋本部长山县有朋的調查報告中指出，清国平时可征兵425万，战时可达850万人之多，“邻邦之兵备愈强，则本邦之兵备亦更不可懈”。
1894年10月，日本發佈由日本中原通宗方小太郎撰写的《開誠忠告十八省之豪傑》檄文，利用清帝國的满汉民族矛盾，号召漢人反抗清政府，也有清军俘虏追崇日軍。文中提到：“……满清氏元（原）塞外之一蛮族，既非受命之德，又无功于中国，乘朱明之衰运，暴力劫夺，伪定一时，机变百出，巧操天下……虽然，我国之所惩伐在满清朝廷，不在贵国人民也；……夫贵国民族之与我日本民族同种、同文、同伦理，有偕荣之谊，不有与仇之情也。……故船载粮食、兵器，约期赴肋。时不可失，机不复来。古人不言耶：天与不取，反受其咎。卿等速起。勿为明祖所笑！”
不过，日本国内同期仍存在反对中日战争的声音。自1884年甲申政变起，日本主战派开始崛起，面对国内狂热的开战主张，包括兴亚会主要成员胜海舟、宮島誠一郎和渡边洪基在内都坚持反战主张。。

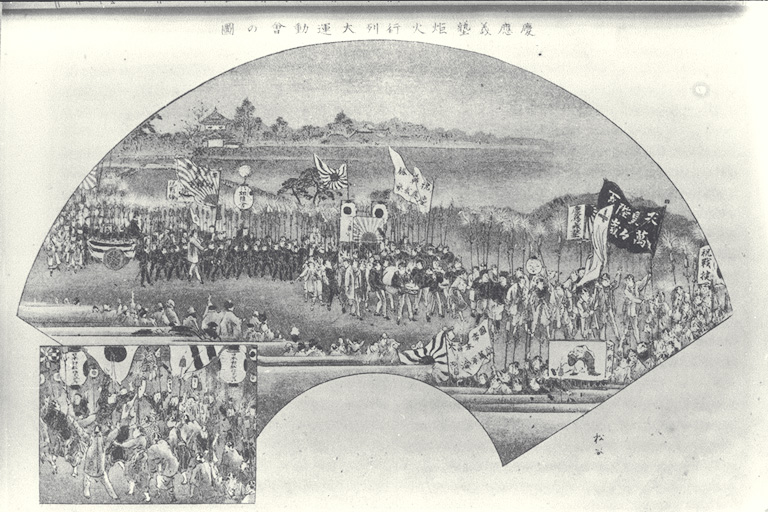
1895年（明治28年）威海衛海战战勝祝賀慶應義塾大学炬火行列大運動会（灯笼游行）

日本在甲午战争之前已经完成全国范围内的普及教育，使得每一位应征入伍的士兵都具有中级以上的文化水平。明治政府以法国、美国为榜样，建立完善的教育体制，政府将全国分为八大学区，各设大学一所。每个大学区分32个中学区，每区设中学一所。每个中学区分229个小学区，各设小学一所。平均600人就有一所小学。在教育体制改革的同时，改革教学内容，着重灌输西方近代文化思想和传授理论科学知识。中学就开有算术、地理、外国语、博物、地质学、天文学等课程。大学开设力学、文学、法学、医学等方面的课程。相对于中国海军留学生不到三年的留学期限，日本留学生获得十年甚至更长的时间，他们可以有更多的时间进行理论科学研究，这就为他们今后的发展打下坚实的理论基础。可以肯定的是，经过这样完备的教育体制培养出来的日本官兵，比中国洋务教育培养的人才具有更深厚的科学知识底蕴和军事素养。甲午海战惨败的原因固然是多方面的，但中日两国将领军事素养上的差异是决定这场海战失误的关键性因素之一。
对比中國大量外购装备，日本的军械生产已经开始走向成熟。这也导致清军在作战时弹药制式的不一致（日军自制枪械口径一致）。而面对原材料如铁矿的短缺，日本采用自行改进的意大利黃金式火炮技术，解决材料短缺问题。

### 海军战事
丰岛海战和黄海海战两次遭遇日本联合舰队，北洋舰队被击沉多艘大型舰艇，但未能击沉一艘日舰，福龙号仅有的一次鱼雷攻击也未收战果。据传是丁汝昌“只识弓马”，一干管带也全用错炮弹，不用海战时的开花爆破弹，用穿甲弹甚至训练弹。
北洋海军的炮弹主要有开花弹（榴弹）和实心弹（穿甲弹）。开花弹产自天津机器局，仍使用黑火药填充。发射后，黑火药燃烧后产生的残渣会附着在膛线，还有大量白烟，需要重新清洁膛线及等待白烟散去才能再次开火。实心弹（穿甲弹）不使用火药，只用重力攻击敌方。而日军早已使用化学品黄火药制作的炮弹。而且天津机器局制作的炮弹质量粗糙，大小不一，铁质差。
丰岛海战中，日本吉野号被一枚济远舰150毫米口径火炮击中右舷，击毁舢板数只，穿透钢甲，击坏发电机，坠入机舱的防护钢板上，然后又转入机舱里。可是由于弹头里面未装炸药，所以击中而不爆炸，使吉野侥幸免于报废。黄海海战中，北洋海军发射的炮弹有的弹药中“实有泥沙”，有的引信中“仅实煤灰，故弹中敌船而不能裂”。当时在镇远舰上协助作战的馬吉芬认为，“吉野”号能逃脱，是因为所中炮弹只是固体弹头的穿甲弹。据统计，在定远和镇远发射的197枚12英寸（305毫米）口径炮弹中，半数是固体弹头的穿甲弹，而不是爆破弹头的开花弹。
在直隶候补道徐建寅的《上督办军务处查验北洋海军禀》之后附有《北洋海军各员优劣单》、《北洋海军各船大炮及存船各种弹子数目清折》、《北洋海军存库备用各种大炮弹子数目清折》中统计，参加过黄海大战的定远、镇远、靖远、来远、济远、广丙7舰的存舰存库炮弹，仅开花爆破弹一项即达3,431枚。其中，供305毫米口径炮使用的炮弹有403枚，210毫米口径炮弹952枚，150毫米口径炮弹1,237枚，120毫米口径炮弹362枚，6英寸口径炮弹477枚。黄海海战后，又拨给北洋海军360枚开花弹，其中305毫米口径炮弹160枚，210、150毫米口径炮弹各100枚。在3,431枚开花弹中，有3,071枚早在黄海海战前就已拨给北洋海军。苏小东《甲午年徐建寅奉旨查验北洋海军考察》猜测：“至于这批开花弹为什么没有用于黄海海战，惟一的解释就是它们当时根本不在舰上，而是一直被存放在旅顺、威海基地的弹药库里。由此可见，造成北洋海军在黄海海战中弹药不足的责任不在机器局，也不在军械局，而在北洋海军提督丁汝昌身上。”在中日双方开战后，丁汝昌执行李鸿章“保船制敌”的方针，消极避战，“仍心存侥幸，出海护航时竟然连弹药都没有带足，致使北洋海军在弹药不足的情况下与日本舰队进行一场长达5个小时的海上会战，结果极大地影响了战斗力的发挥，也加重了损失的程度”。
北洋水师与联合舰队进攻火力对比之下，北洋水师艦速略逊一筹，但噸位、火力、裝甲、重炮均占优势，如果炮弹配備到位必然可重创日舰。海战结束后，定远号、镇远号的护甲无一处被击穿。就平均船速而言，北洋水师较慢，为15.5节，联合舰队的本队15.6节也不快，但包括吉野号在内的第一游击編隊为19.4节，大大高于北洋水师。戚其章認為中國艦隊的英國人司令埃德蒙·佛萊曼特上將說的“是役也，無論員兵素質、艦速或火炮射速、新式艦，實以日本艦隊為優”是正確的。
清军舰炮威力虽大，但射速慢、操作不便、命中精度低，日本火炮射速快、操作便捷、命中精度高，两者相较，日本舰队在相同时间内的射弹量和命中率都要高于北洋舰队。
此外，北洋海军各主力舰都设有鱼雷管3-4具，但是，在黄海海战中，對聯合艦隊未曾實施鱼雷攻击，只有福龍號對西京丸號攻擊未成。各舰炮弹数量未带足，海战时炮弹在五个小时内用尽。
|              | 軍艦（炮艦）總數 | 30厘米重炮 | 20-30厘米大炮 | 15-20厘米輕炮 | 15厘米速射炮 | 艦艇排水量 |
| ------------ | ---------------- | ---------- | ------------- | ------------- | ------------ | ---------- |
| 北洋艦隊     | 12               | 8          | 16            | 149           | 0            | 3.5萬噸    |
| 日本联合艦隊 | 10               | 3          | 8             | 160           | 97           | 4.1萬噸    |

### 陆军战事
清军配备大量的德式武器，但标准并不统一，一旦一个武器对应的子弹用完，则无法使用其他武器的子弹。清军的弹药消耗数量也很大而且很不合理。如清军出发前往朝鲜，每支枪配有子弹150发，每炮配有炮弹50颗；后又从国内运送炮弹子弹，但仅击毙日军180人。日军人均仅消耗子弹8发。
两国的陆上军事技术对抗体现在依据地利构筑的传统要塞防御系统与连发枪、榴霰弹、野战火炮组成的现代火力系统之间的对抗。应当指出，自19世纪80年代以来，清军在旅顺口和威海卫两地修建工事，构筑炮台，其工程之繁浩，构造之雄伟，耗费之巨大，堪称中国工程史的里程碑。然而，甲午战争的实践表明，两大要塞，一经日本军队的密集火力攻击便立即崩溃，旅顺口要塞不到一日即告陷落，而威海卫也仅仅坚守了一周时间。究其原因，根源在于清军使用低技术水平的防御系统来对抗高技术水平的攻击系统，在野战火炮大规模应用后，地理因素对于防御的作用日益弱化，建立有效的防御系统比建立同一水平的攻击系统具有更大的难度，需要投入更多的财力，因而也就更不容易成功。
清军的编制极为简单，日军则已有工兵与辎重兵的区别。清军士兵普遍训练不足，只会喊一声就往前衝，不考虑利用地形地物，从不用跪射、卧射等射擊姿勢，一律站着射击，开炮前还要先摇动大旗。
甲午战争中，日军因战斗陣亡人数仅为964人，1,658人死于疾病，25人死于自杀。但日军在条约签署后进入臺湾的乙未戰爭，面对以猎枪、土製大砲为武器的民兵時死伤人数达4,600人以上。

## 后续事件
甲午战争后期，身处海外的孙中山开始革命尝试。1895年2月抵达英屬香港后，孙中山开始在日本商人梅屋庄吉帮助下，与日本驻香港领事馆领事中川恒次郎联络，请求武器及资金援助，并与同侪策划在广州起义。
曾在北洋海軍擔任過學堂教習、軍艦大副等官職，參加過甲午大東溝海戰的美國人馬吉芬（Philo Norton McGiffin，1860-1897，美國海軍學院毕业）在1894年末因為大東溝海戰中的戰傷歸國。由於美國社會輿論和當時的西方輿論一樣，分辨不太清甲午戰爭爆發的原委，只看到最後的結果，因此他在美國報刊上撰文並各處演講，將他所親見親歷的北洋海軍的戰鬥情況介紹給大眾，但被輿論當作瘋子、狂人，認為是他頭部的戰傷使得他精神錯亂。1897年2月12日，馬吉芬自殺，留下“神啊，憂傷痛悔的心，你必不輕看（此句出自聖經詩篇51:17）”的臨終懺悔詞，穿著一身北洋海軍軍服，盛殮在鋪蓋著黃龍旗的棺柩中下葬。

## 战争罪行

### 旅順大屠殺

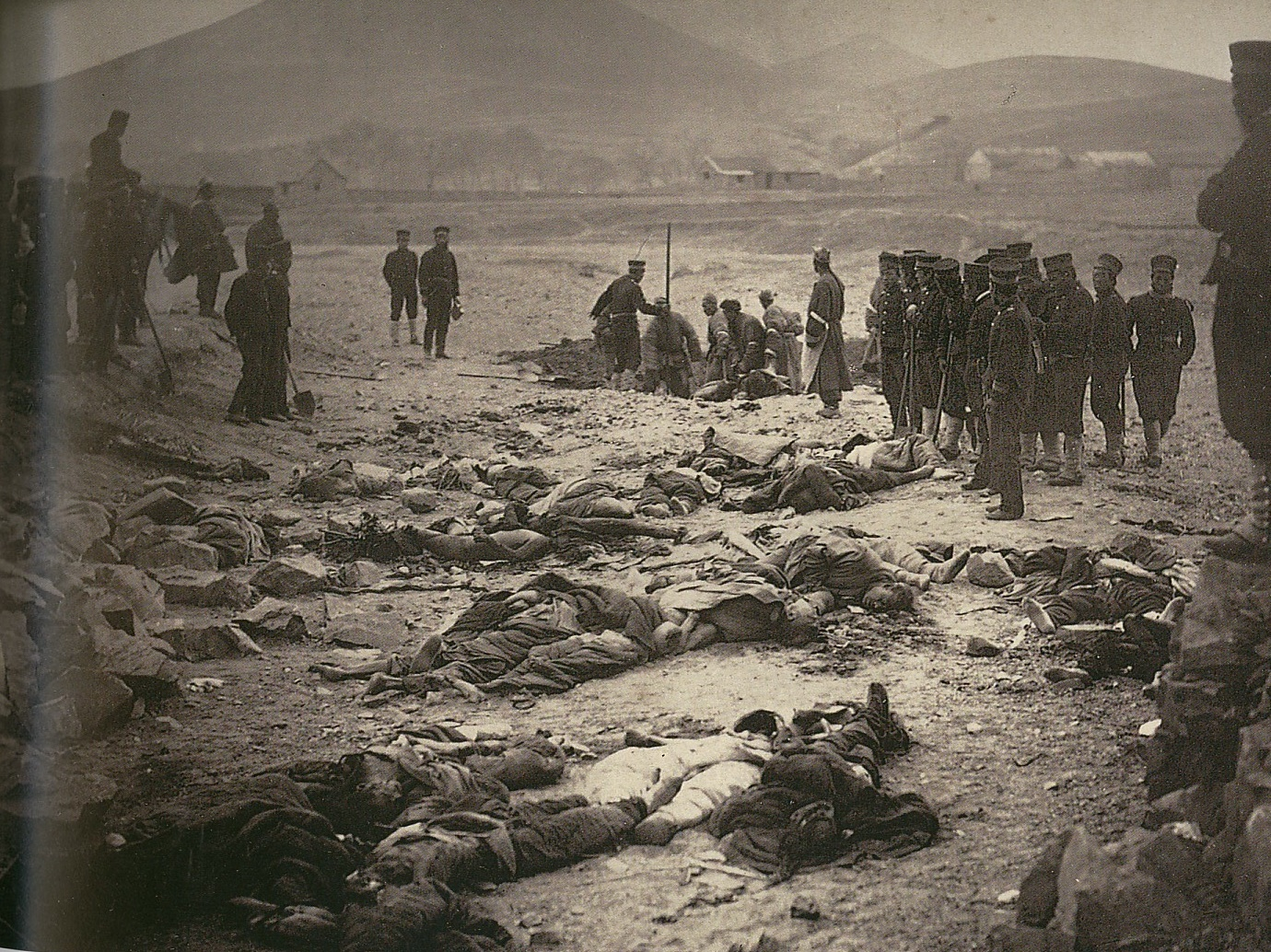
日本摄影师龟井兹明拍摄日军于旅顺埋葬遇害者尸体

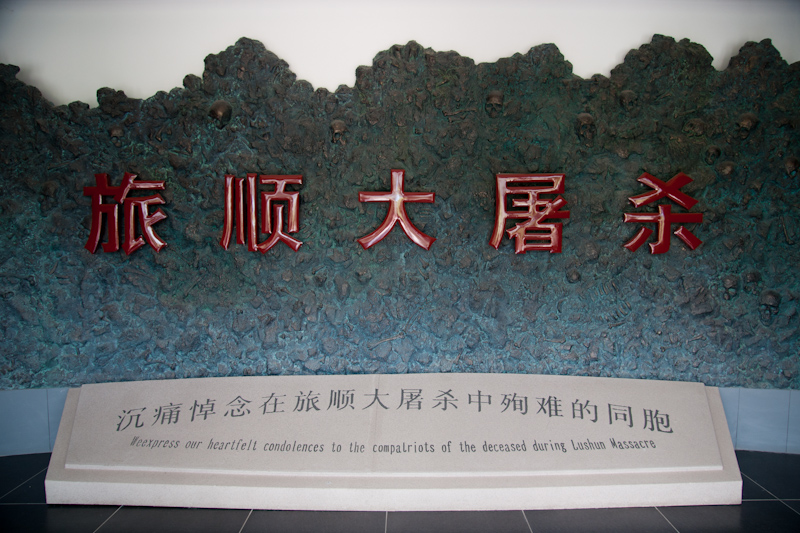
旅顺大屠杀万忠墓纪念馆

战争期间，日军攻陷旅顺，执行旅顺大屠杀。根据英国战地记者维利尔斯的報導，短短四天市內就有兩萬人遇害（此數字包含戰死之士兵，戰前旅順人口僅六千人，清廷增兵後，含兵卒在內人口方為兩萬人），只有埋屍的36名華人倖免於難，而這36人的帽子上還寫著「此人不可殺戮」的標記。
《紐約世界報》記者詹姆斯·克里曼写道：“我經過各街，到處見屍體均殘毀如野獸所嚙。被殺之店舖生意人，堆積疊在道旁，眼中之淚，傷痕之血，都已冰結成塊。甚至有知靈性之犬狗，見主人屍首之僵硬，不禁悲鳴于側，其慘可知矣……”

## 延伸阅读
著述清单或汇编
- 戚其章. . 历史研究 (北京: 中国社会科学院). 2000年  [2020-09-14]. ISSN 0459-1909. （原始内容存档于2020-08-19）.，提供各方著述，并带介绍与点评
- 林亨芬.  (PDF). 歷史教育 (臺北: 國立臺灣師範大學). 2011年  [2020-09-14]. （原始内容存档 (PDF)于2020-07-18）.

中方战争著述
- 姚锡光著《东方兵事纪略》5卷（1897年刊本）
- 洪弃生著《台湾战纪》2卷（1907年印本）
- 池仲祐著《海军实记》（1926年刊本）
- 王芸生著《六十年来中国与日本》
- 王信忠著《中日甲午战争之外交背景》
- 石泉，《甲午前後之晚清政局》（北京：生活·讀書·新知三聯書店，1997年
- 张荫麟著《甲午中国海军战迹考》
- 《中国近代史资料丛刊·中日战争》7册（新知识出版社，1956年）
- 《中国海关与中日战争》（科学出版社，1958）
- 姜鳴，《龍旗飄揚的艦隊：中國近代海軍興衰史（甲午增補本）》（北京：生活·讀書·新知三聯書店，2014年）

中方有关此战涉及的国际法及外交方面著作
- 廖敏淑.  (PDF). 抗日戰爭研究 (北京: 中国社会科学院近代史研究所). 2014年, (4): 1–14  [2020-09-14]. （原始内容存档 (PDF)于2017-08-11）.

中方资料汇编类文献
- 陈耀卿编《时事新编》6卷（1895年刊本）
- 思恢复主编《中倭战守始末记》4卷（1895年刊本）
- 佚名编《谏止中东和议奏疏》4卷（香港书局，1895）
- 鲁阳生（孔广德）编《普天忠愤集》14卷（1895年石印本）
- 王炳耀编《中日战辑（页面存档备份，存于）》6卷（上海书局，1896）
- 蔡尔康编《中东战纪本末》14卷（上海广学会，1896）
- 阿英（钱杏邨）《甲午中日战争文学集》（中华书局，1948初版，1958再版）

中方亲身经历类文献
- 冤海述闻客著《冤海述闻》（1895年刊本）
- 易顺鼎著《盾墨拾余》14卷（1896年刊本）
- 许寅辉著《客韩笔记》（1906年长沙刻本）

日方战史著作
- 川崎紫山著《日清陆战史》（东京春阳堂，1896）（日語）
- 平田胜马著《黄海大海战》（东京博文馆，1896）（日語）
- 川崎三郎著《日清战史》（东京博文馆，1897）（日語）
- 日本参谋本部编《明治二十七八年日清战史》（东京印刷株式会社，1904）（日語）
- 日本海军军令部编《明治二十七八年海战史》（东京春阳堂，1905）（日語）
- 田保桥洁著《〈天津条约〉以后中日开战以前近代日华鲜关系之研究》（日語）
- 信夫清三郎著《日清战争——从政治外交方面的观察》（日語）
- 林子候，《甲午戰爭前日本之內政與備戰》（嘉義：大人物書店，2001年）（中文）

日方有关此战涉及的国际法及外交方面著作
- 有賀長雄.  [《日清戰爭國際法論》]. Paris: A. Pedone. 1896年  [2022-01-17]. （原始内容存档于2021-12-15） （法语）.
- 有贺长雄著《日清战役国际法论》（东京忠爱社，1896）（日語）
- 高桥作卫著《日清战争时期的国际法事件论》（Cases on International Law During The China-Japanese War,Cambridge University Press,1899）（英文）
- 高桥作卫著《战时国际法先例论》（东京清水书店，1904）（日語）
- 高桥作卫著《英船高升号之击沉》（东京清水书店，1910）（日語）
- 关善次著《日清战役外交始末》（东京中野书店，1900）（日語）
- 巽来治郎著《日清战役外交史》（东京专门学校出版部，1902）（日語）
- 衣斐钵吉著《归还辽东的由来及真相》（东京外交时报社，1915）（日語）
- 田保橋潔,《日清戰役外交史之研究》(東京:刀江書院,1951年) （日語）

洋員亲身经历类文献
- James Allan. . London: W. Heinemann. 1898年  [2022-01-17]. （原始内容存档于2021-12-15） （英语）. 該書中譯本有：詹姆斯·艾伦. . 费青/费孝通译. 上海人民出版社. 2014年  [2022-01-17]. ISBN 978-7-208-12493-6. （原始内容存档于2021-12-15）.
- 马吉芬: Detailed account of the naval Battle of the Yalu River （英文）
- 马吉芬: The Battle of the Yalu （页面存档备份，存于） （英文）
- William Ferdinand Tyler. . Constable & Company, Limited. 1929年 （英语）. 該書中譯本有二：泰莱著，张荫麟译《甲午中日海战见闻记》，刊于《东方杂志》28卷4期，1931年。戴樂爾. . 張黎源譯. 文匯出版社. 2011年  [2020-09-14]. ISBN 978-7-5496-0214-8. （原始内容存档于2019-03-05）.

欧洲国家有关此战论著
- Captain N. W. H. Du Boulay.  [《中日战争简述》]. London: Her Majesty's Stationery Office. 1896年  [2022-01-17]. （原始内容存档于2021-12-15） （英语）.
- Zenone Volpicelli. . London: S. Low, Marston and Company Limited. 1896年 （英语）. 中譯本（意）弗拉基米爾. . 由孔祥文翻译. 商務印書館. 2018-05-01. ISBN 9787100123525 （中文（中国大陆））.
- M. Boulfray.  [《旅顺口的两次被围: 1894-1904》]. Paris: Lavauzelle. 1907年. ASIN B000WQJ1FC （法语）.
- Auguste Gérard（法语：Auguste Gérard）. . Paris: Plon-Nourrit et cie. 1918  [2022-01-17]. （原始内容存档于2021-12-15） （法语）. 該書中譯本有：A. 施阿兰. . 商务印书馆. 1989年. ASIN B00AZBNJL6.
- 马克斯·冯·巴兰德.  [《1894-1897年三年的東亞政策》]. Stuttgart: Strecher & Moser. 1897年  [2022-01-17]. （原始内容存档于2021-12-15） （德语）.
- Amedeo Alberti.  [《甲午中日战争》]. Napoli, Italy: Melfi & Joele. 1904年  [2022-01-17]. （原始内容存档于2021-12-15） （意大利语）.

美国有关此战海战方面论著
- 《美國海軍學會會刊（英语：Proceedings (magazine)）》1895年21卷第3期曾以《鸭绿江之役》（Honorably Mentioned, 1895: The Battle of the Yalu（页面存档备份，存于））为题刊载美国海军军官Frank Marble之评论文章（英文）
- 《世纪（英语：The Century Magazine）》雜誌1895年8月阿爾弗雷德·賽耶·馬漢的《鸭绿江之战的教训》（Lessons from the Yalu Fight （页面存档备份，存于））（英文）

美国有关此战外交方面论著
- 美国政府发表《美国外交文件（1894）》（Papers Relating to the Foreign Relations of the United States 1894,Washington,1896）收录有关此战之外交文件多篇
- 查尔斯·田贝.  [《中国及其人民——一位美国外交人员的观察、回忆与结论》]. Boston: L. C. Page & company. 1906年  [2022-01-17]. （原始内容存档于2021-12-15） （英语）.
- 科士達.  [《外交回忆录》]. Boston: Houghton Mifflin Co. 1910年  [2020-09-14]. （原始内容存档于2020-08-19） （英语）.

对战争论著的研究或质疑
- 戚其章：《〈冤海述闻〉研究》，王仲荦主编《历史论丛》5辑，齐鲁书社，1985年
- 中塚明著《修正历史的伪造》（东京高文研株式会社，1997）质疑日方战史著作对日本在战争中行为的美化。（日語）
- 戚其章. . 《近代史研究》 (北京: 中国社会科学院). 1982年, (第4期): 164–179. ISSN 1001-6708.

## 外部連結
- 王刚：〈甲午战争中的督办军务处〉（页面存档备份，存于）
- 馬幼垣：〈甲午海戰中日軍力對比〉（页面存档备份，存于）
- 黃克武：〈從「海防」到「海權」──甲午戰爭一百二十週年的省思〉（页面存档备份，存于）
- 程映虹︰〈從"版畫事件"到《中國向西行進》——濮德培和中国当代民族主义〉

- (AVI) (youtube). 思維實驗室. 2020-09-30  [2022-09-01]. （原始内容存档于2022-11-10）.